# Оттонське мистецтво

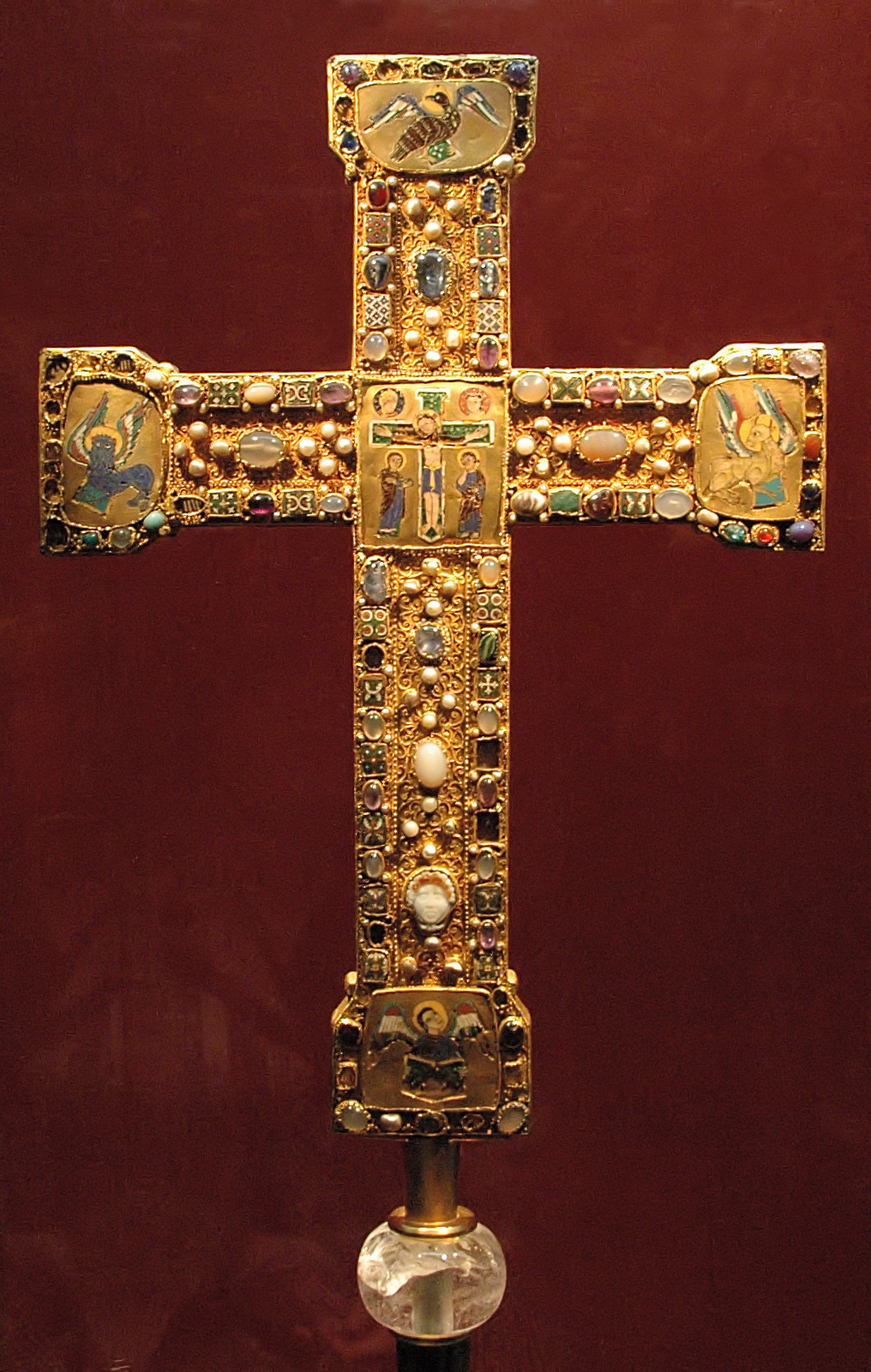
Ессенський хрест з дорогоцінним камінням та емалями у техніці senkschmelz, бл. 1000 р.

Оттонське мистецтво — це стиль дороманського німецького мистецтва, який також стосується деяких витворів мистецтва з Нижніх країн, північної Італії та східної Франції. Назву йому дав історик мистецтв Губерт Янтішек за оттонською династією, яка правила Німеччиною та північною Італією між 919 та 1024 роками за королів/імператорів Генріха I, Оттона I, Оттона II, Оттона III та Генріха II. Разом з оттонською архітектурою, воно є ключовим елементом Оттонського Відродження (бл. 951—1024 рр.). Однак стиль не почався та не скінчився з Оттонською династією, він виник через декілька десятиріч з початку її правління, а завершився десь у ранньому правлінні Салічної династії, яка не має «власного» стилю. На традиційній схемі історії мистецтв, оттонське мистецтво йде слідом за каролінзьким мистецтвом та є попередником романського мистецтва, хоча перехід з обох сторін був поступовий, а не різкий.  Як і його попередник, але на відміну від наступника, оттонське мистецтво було переважно стилем, обмеженим декількома невеликими містами періоду та важливими монастирями, дворовими колами імператора та його основних васалів.
Після занепаду імперії Каролінгів, Священна Римська імперія буда відновлена під правлінням саксонської Оттонської династії. Звідси виникла відновлена віра у імперію та реформовану церкву, що створило період підвищеного культурного та мистецького запалу. У цій атмосфері були створені шедеври, які поєднали традиції, якими надихались оттонські майстри: Пізньої Античності, Каролінгів та Візантії. Збережені зразки оттонського мистецтва переважно релігійні, ілюміновані манускрипти та роботи по металу; вони переважно створювались у невеликій кількості центрів для невеликої кількості покровителів з імперського двора або вищих посад церкви. Але багато з нього призначено для демонстрації ширшій публіці, особливо паломникам.
Стиль переважно помпезний та важкий, часто занадто, і початково менш витончений, ніж каролінзькі аналоги, з меншим прямим впливом візантійського мистецтва і меншим розумінням античних зразків, але бл. 1000 року у багатьох роботах виникає вражаюча експресивність та інтенсивність, коли «урочиста монументальність поєднується з яскравою направленістю всередину, неземною, пророцькою якістю з гострою увагою до дійсності, поверхневі патерни з плавних ліній і багатих яскравих кольорів з пристрасною емоційністю».

## Контекст

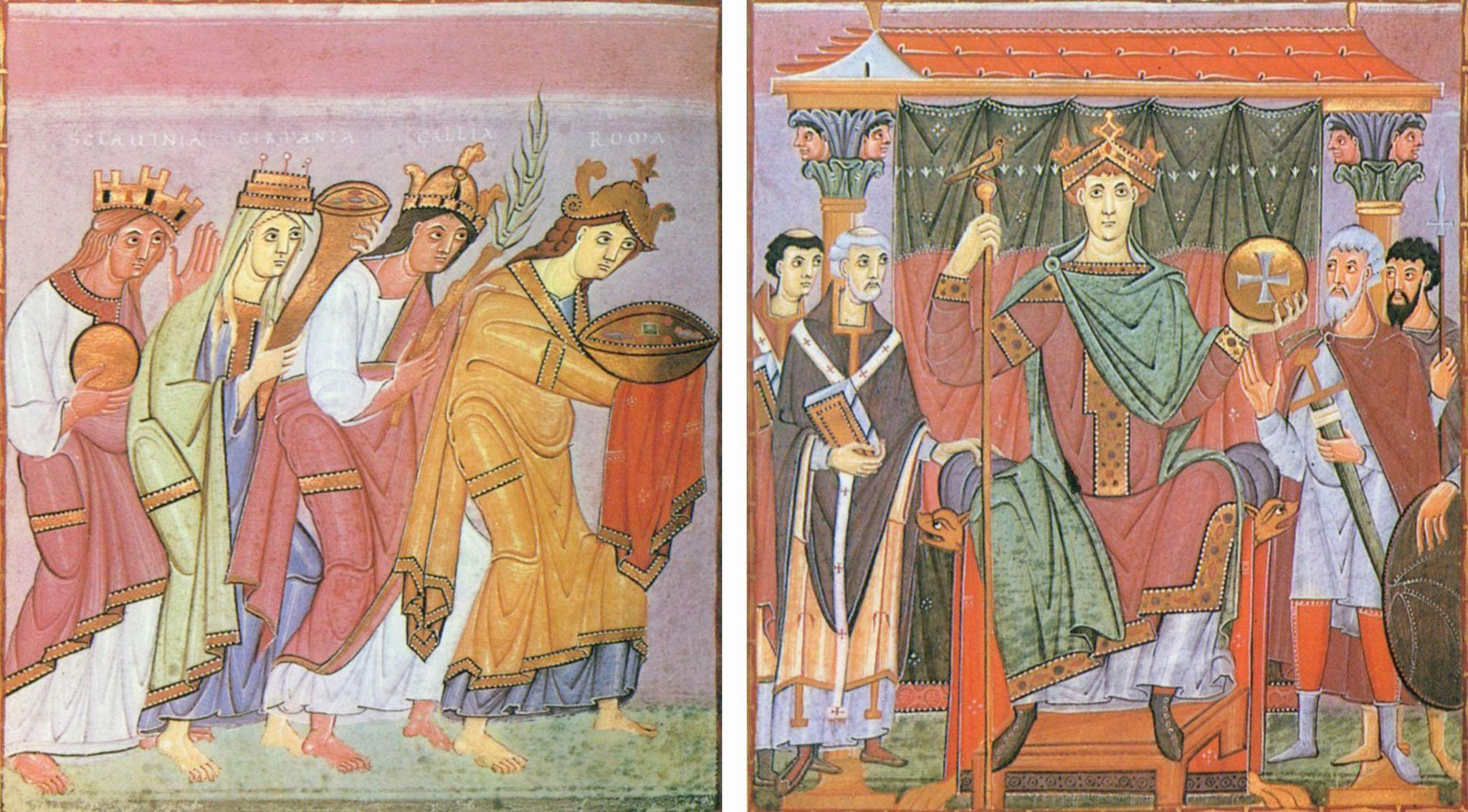
«Рома», «Галлія», «Германія» та «Склавнія» засвідчують повагу Оттону III (з мюнхенських «Євангелій Оттона III», одного з манускриптів «групи Ліутара»

Значна кількість оттонського мистецтва віддзеркалювала бажання династії встановити візуальний зв'язок з християнськими правителями Пізньої Античності, такими як Костянтин Великий, Теодоріх Великий та Юстиніан I, та з каролінзькими попередниками, особливо Карлом Великим. Ця мета досягалась по різному. Наприклад, багато з портретів оттонських правителів містять елементи (персоніфікації провінцій чи представників війська чи церкви поруч з імператором) з довгою імперською іконографічною історією. Окрім повторного використання античних мотивів, вилучення сполії з пізньоантичних споруд у Римі та Равенні та їх включення до ототонських споруд було інструментом демонстрації імперської спадкоємності. Це був явний намір Оттона І, коли він вилучив колони, частину порфіру та інші будівельні матеріали з Теодерічного палацу в Равенні та використав їх у своєму новому соборі в Магдебурзі. Портрети правителів мають дуже схожі риси. Наприклад, Коли Оттон III помер, деякі його зображення були повторно названі як портрети Генріха II без змінення індивідуальних рис.
Продовжуючи ті інтенсифікуючи пізні каролінзькі стилі, «презентаційні портрети» покровителів манускриптів дуже поширені в оттонському мистецтві, включаючи єпископів, абатів та абатис, та імператора. У деяких випадках послідовні мініатюри показують цілий ряд передач: у Хорнбаському сакраментарії писар презентує книгу абату, абат презентує її Св. Пірміну, засновнику абатства, він презентує її Св. Петру, а вже він Ісусу Христу, що разом зі ілюмінованими таблицями на звороті займає 8 сторінок, для підкреслення єдності та важливості «ієрархії» між церквою та державою, землею та небом. Молитовник Гертруди також має чотири сторінки з презентаційними сценами, по дві на розворот.
Візантійське мистецтво також продовжувало впливати, особливо з одруженням Оттона II на грецькій принцесі Феофано, а імпортовані візантійські елементи, переважно роботи по емалі та слоновій кістці, часто включались у оттонські роботи по металу, особливо обкладинки книжок. Однак, якщо якісь грецькі майстри і працювали у Німеччині того часу, вони залишили значно менше слідів, ніж їх попередники у каролінзький період. Манускрипти писались та ілюмінувались монахами зі спеціалізованими навичками і збереглися деякі імена, але не має свідчень про імена майстрів по металу, емалі та слоновій кістці, які, традиційно вважається, були мирянами, хоча існувало декілька майстерень по золоту при монастирях Раннього Середньовіччя, а в монастирях працювали послушники та помічники — миряни. Хоча світські прикраси забезпечували майстрів золотих справ постійною роботою, різьблення по слоновій кістці було переважно для церковних потреб, і можливо концентрувалось у монастирях, а от фрески на стінах найімовірніше малювались переважно мирянами.

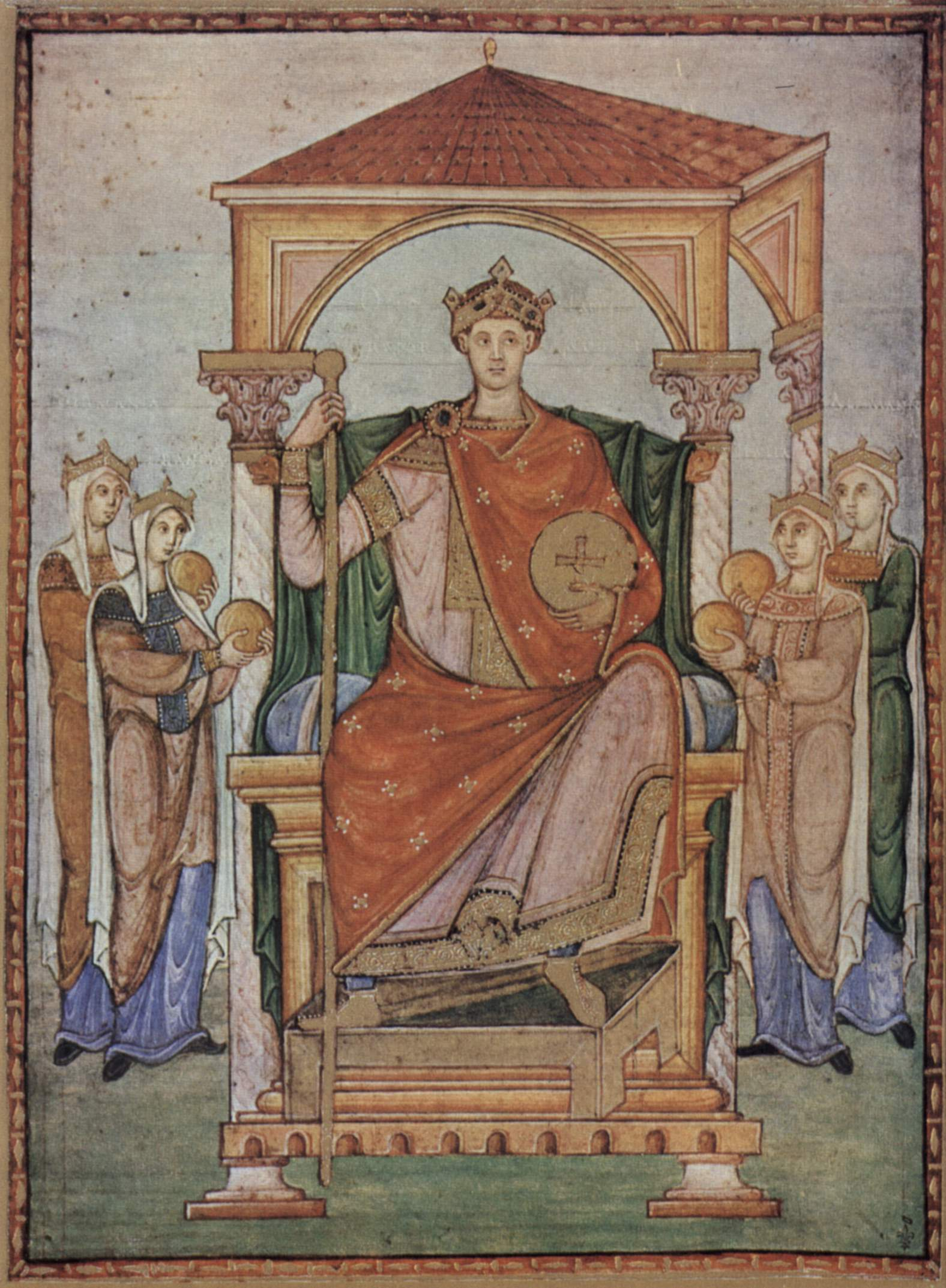
Оттон II, робота Майстра Грегорі
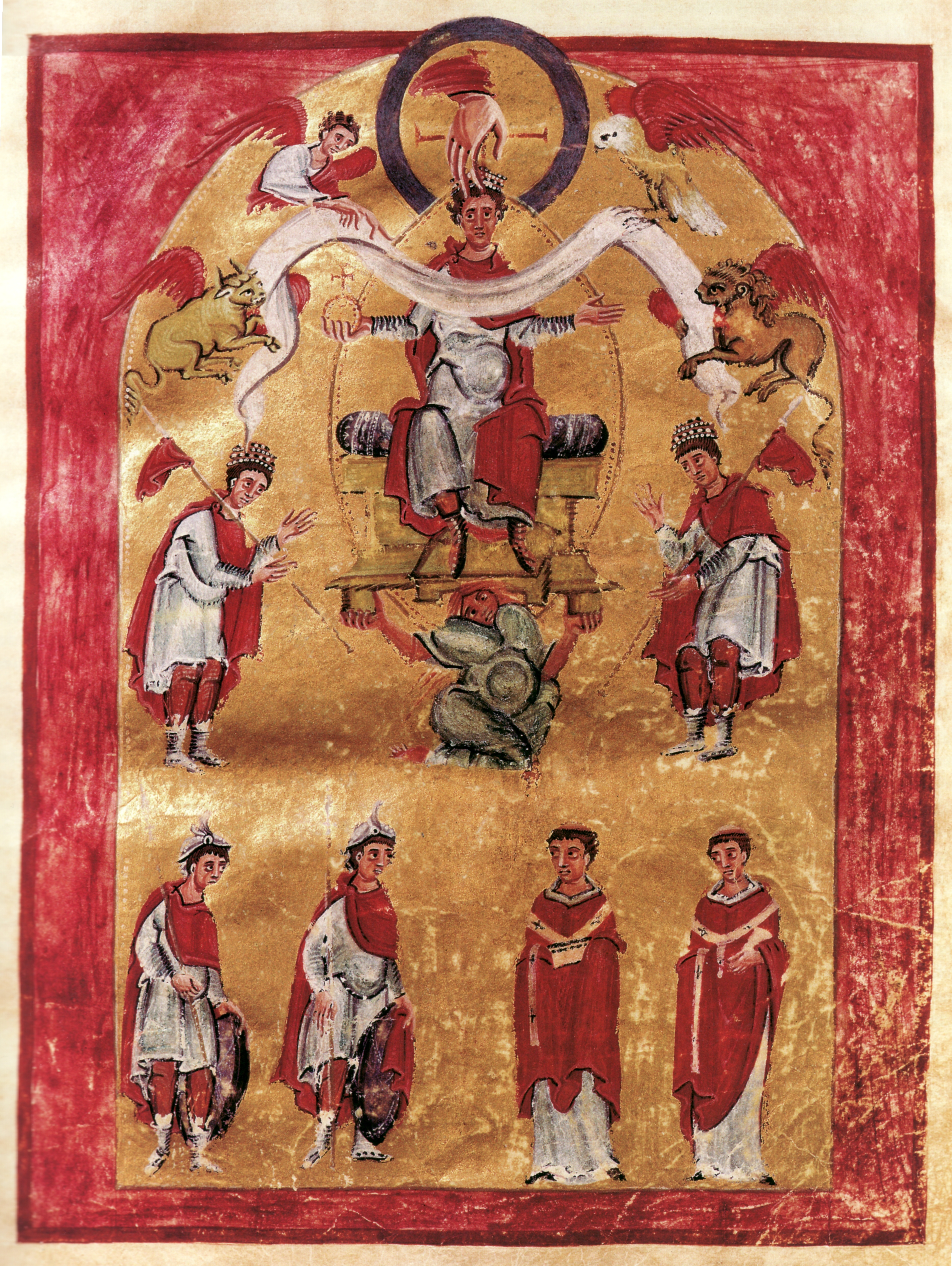
Апофеоз Оттона III, Євангелія Ліутара
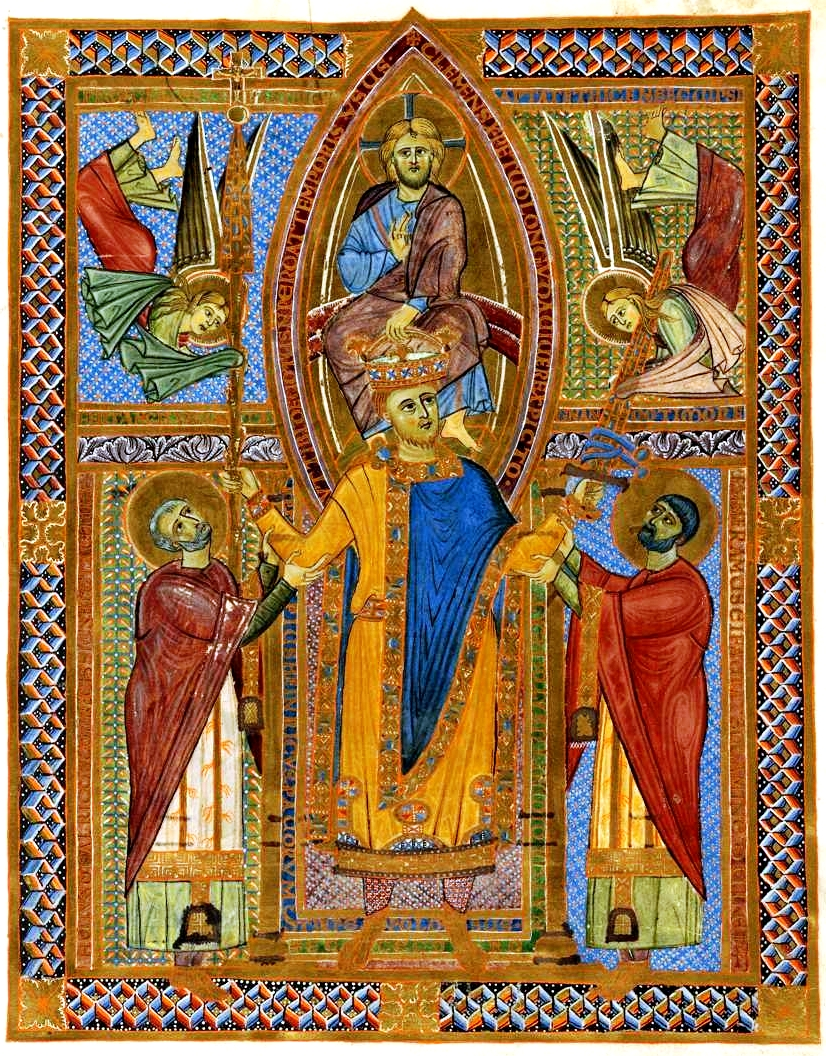
Христос коронує Генріха II , з Сакраментарію Генріха II
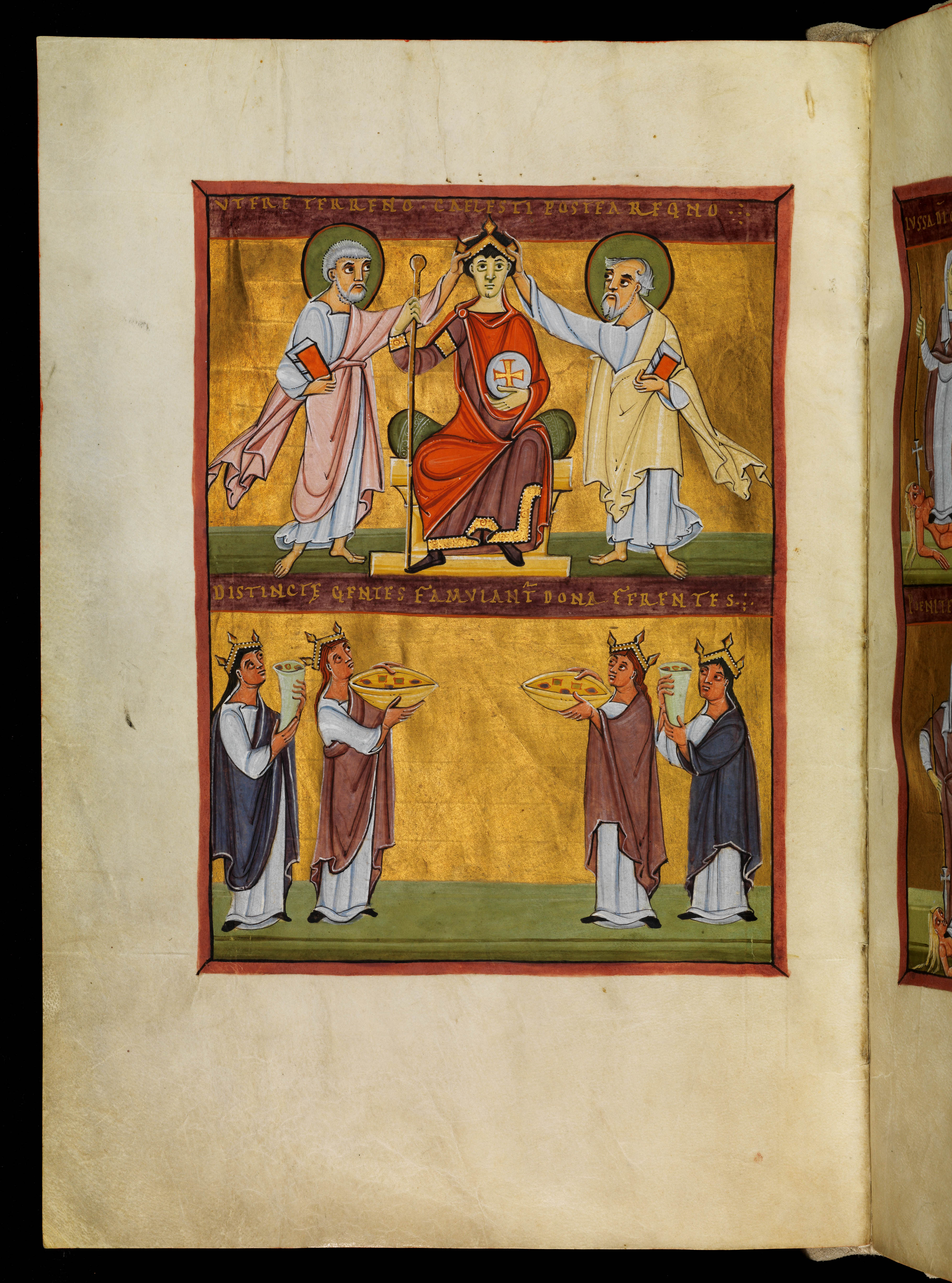
Оттон III або Генрих II, якого коронують святі, Бамберзький Апокаліпсис

## Манускрипти

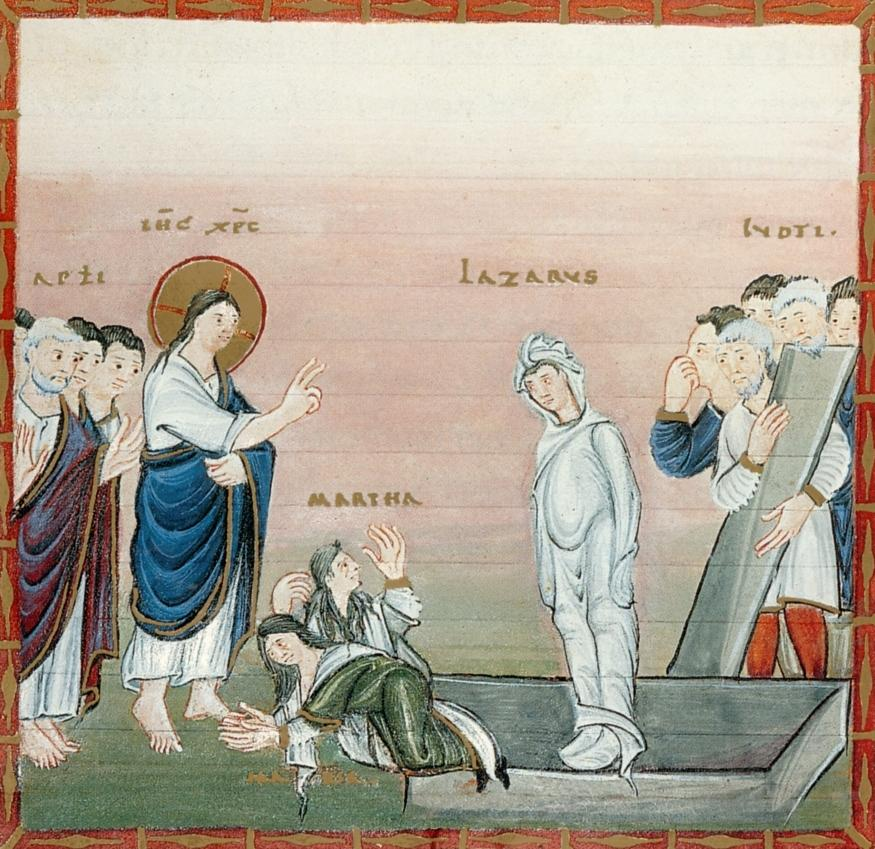
Кодекс Егберта, "Воскресіння Лазара, «Рузпрехтська група»

Оттонські монастирі створили більшість з найрозкішніших середньовічних ілюмінованих манускриптів. На той час вони були основною формою мистецтва і монастирі отримували пряме покровительство імператорів та єпископів, мали найкраще обладнання та таланти. Діапазон сильно ілюмінованих текстів був переважно обмежений основними літургічними книгами (на відміну від Каролінзького Відродження)s, а мирських книг було створено дуже мало.
На відміну від манускриптів інших періодів, тут часто можливо визначили, хто замовив або отримав манускрипт, але не те, де він був створений. Деякі манускрипти також містять досить великі цикли наративного мистецтва, наприклад 16 сторінок Золотого кодексу з Ехтернаха присвячені «стрічкам» у три рівні зі сценами з Земного життя Христа та його учнів Сильно ілюміновані манускрипти отримували багаті коштовні обкладинки, а їх сторінки певно бачили лише небагато людей; за доступною інформацією, їх проносили у великих ходах оттонських церков у закритому вигляді, щоб продемонструвати обкладинку.
Не збереглося оттонських манускриптів, датованих раніше 960-х років, коли були створені книги так званої «групи Ебурнанта», можливо у Лорші, оскільки декілька мініатюр у Кодексі Геро (тепер Дармштадт), найраннішому та найрозкішнішому з групи, копіюють мініатюри з каролінзького Золотого кодексу з Лорша. Це перша стилістична група традиційної «Школи Райхенау». Два інші манускрипти групи — сакраментарії Хорнбаха та Петерсгаузена.

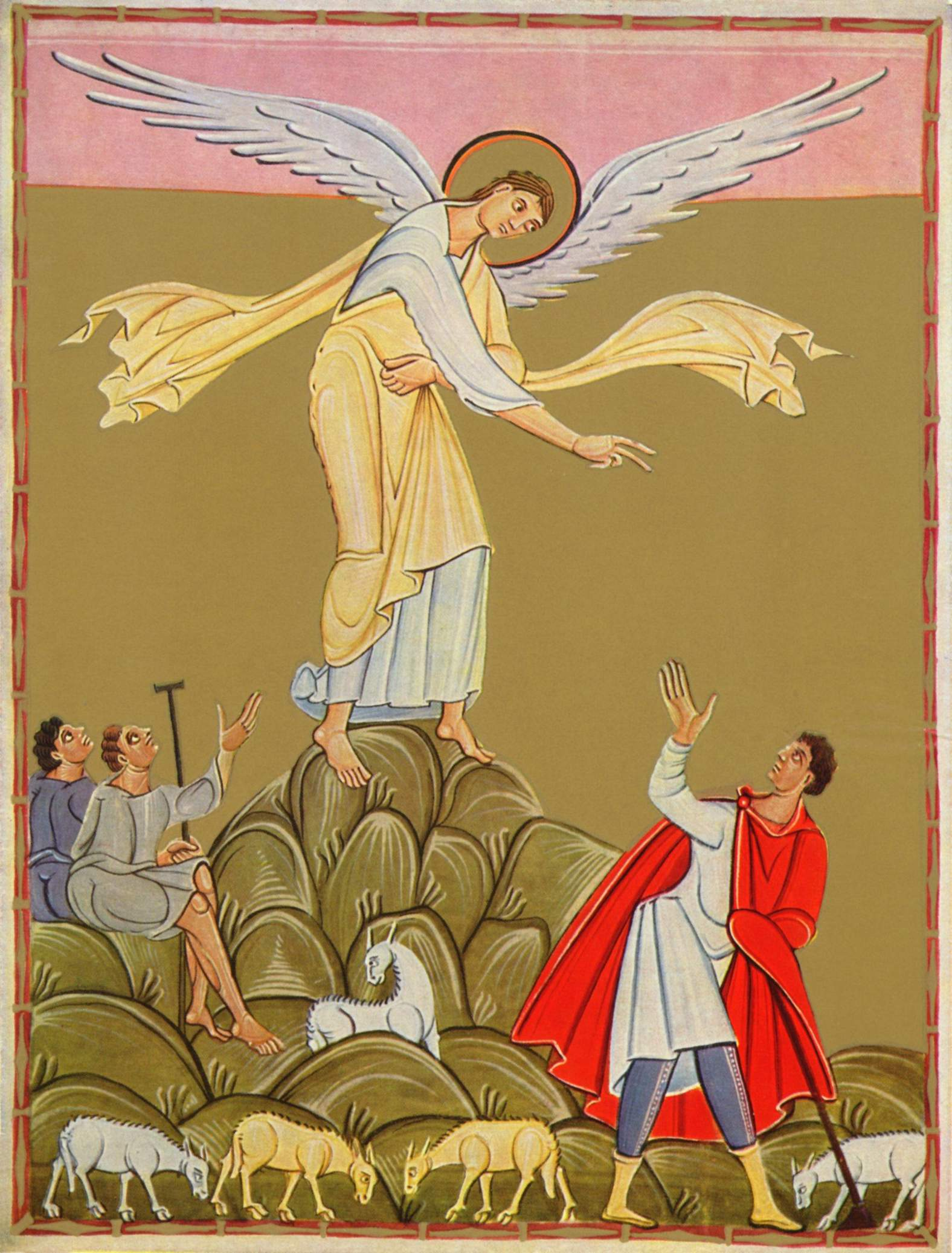
Явлення Христа вівчарям з Перископів Генріха II, «група Ліутара» зі «школи Райхенау»

Ряд важливих манускриптів, створених починаючи з цього часу у виразній групі стилів, як правило приписуються скрипторію острівного монастиря Райхенау на Боденському озері, попри відсутність задовільних доказів, які пов'язують їх з цим монастирем. К. Р. Додвел є одним з противників такої думки та вважав, що вони були створені у Лорші та Трірі. Де б вона не розташовувалась, «школа Райхенау» спеціалізувалась на євангелістаріях та інших літургійних книгах, і багато з них були на замовлення імператора, напр. Мюнхенські Євангелія Оттона III (бл. 1000) та Перископи Генріха II (Мюнхен, Баварська національна бібліотека. clm. 4452, бл. 1001–1024). Через їх надзвичайну якість, манускрипти Райхенау 2003 року були додані до міжнародного реєстру ЮНЕСКО «Пам'ять світу».
Найважливіші манускрипти «школи Райхенау» поділяють на три групи, всі названі за іменами писарів, які присутні в цих книгах За «групою Ебурнанта», про яку написано вище, йшла «група Рудпрехта», названа за іменем писаря молитовника Гертруди; Додвел створення цієї групи приписує Тріру. Аахенські Євангелія Оттона III, також знані як Євангелія Ліутара, дали назву третій «групі Ліутара», більшість з яких створена в XI ст., у стилі, який сильно контрастує з попередніми, хоча все одно відноситься більшістю науковців до Райхенау, а Додвелом — до Тріра.
Видатним мініатюристом «групи Рудпрехта» був так званий Майстер Registrum Gregorii, або Майстер Грегорі, чиї роботи в певних аспектах надихалась ілюмінаціями манускриптів Пізньої Античності, і чиї мініатюри є видатними у чутливості до переходів тонів, відчутті ритму композиції, особливому дотику скромності та рівноваги. Він працював переважно у Трірі у 970-980-х роках та був відповідальний за декілька мініатюр у впливовому Кодексі Егберта, євангелістарії, створеному для архієпископа Егберта Трірського, ймовірно у 980-ті. Однак більшість з 51 зображень книги, які є першим розширеним циклом зображень Земного життя Христа у західноєвропейському манускрипті, були виконані двома монахами з Райхенау, які названі та зображені на одній з мініатюр.
Стиль «групи Ліутара» є дуже відмінний та віддаляється, а не наближається до класичних традицій; він «довів транцендальність до крайності», з «видимою схематизацією форм та кольорів», «пласкими формами, концептуалізованими одежами та експансивними жестами». Задній план часто складається зі смужок кольорів символічного, а не натуралістичного витоку, розмір фігур позначає їх важливість, а «наголос не на русі, а на жесті та погляді» Це спрощення швидко стало візуальною мовою по всій середньовічній Європі.
Ця група манускриптів була створена в період між 990-ми та 1015 р. або пізніше, до основних манускриптів належать Мюнхенські Євангелія Оттона III, Бамберзький Апокаліпсис та том біблійного коментаря до нього, та Периксопи Генріха II, найкраще відомий та екстремальний манускрипт з групи, де «стиль фігур став монументальнішим та піднесенішим, але одночасно тонким у щільності, нематеріальним, просто кольоровими силуетами на фоні мерехтливої безодні». Група запровадила у західноєвропейську ілюмінацію фон з чистого золота.

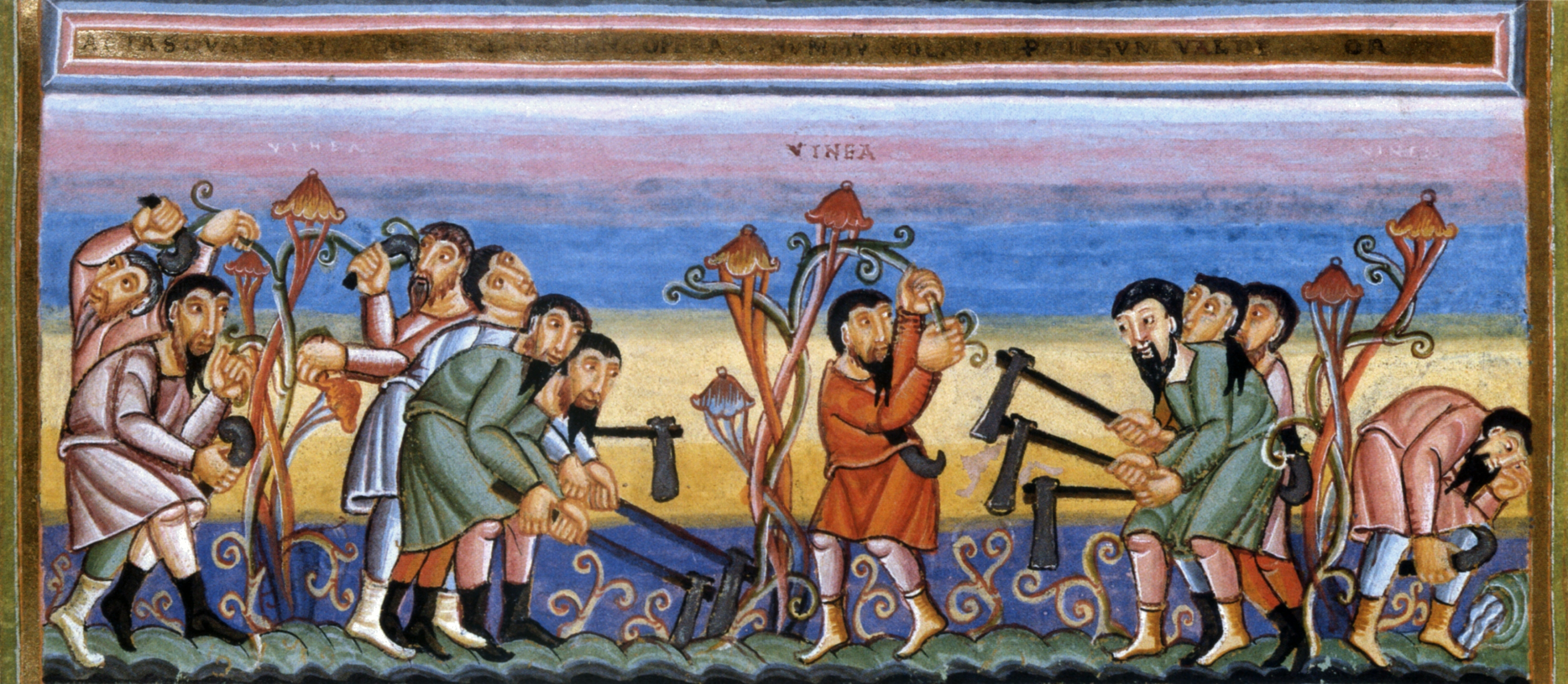
Працівники виноградника, з Золотого кодексі з Ехтернаха

Дві мініатюри-присвячення, додані до Егмондівського євангелія бл. 975 р., демонструють менш розвинену нідерландську версію оттонського стиля. У регенсбурзькому абатстві Св. Еммерама зберігався впливовий каролінзький Золотий кодекс Св.Еммерама, який ймовірно вчинив вплив на стиль з «проникливими лініями та дуже формальною організацією сторінки», давши Кодексу Ути (бл. 1020 р.) складні схеми, де «смужки золота окреслюють фігури колами, квадратами, еліпсами та ромбами», а написи вписані у малюнок, підкреслюючи його складний теологічний символізм. Цей стиль мав значний вплив на романське мистецтво у декількох засобах вираження.
Ехтернахське абатство стало важливим за абата Гумберта (при владі 1028–1051 рр.), і сторінки (на відміну від обкладинки) Золотого кодексу Ехтернаха було створено там; за ними створили Золоті Євангелія Генріха III у 1045–46 рр., які він подарував Шпаєрському собору (зараз в Ескоріалі), основна праця школи. Генріх III також замовив там Уппсальські Євангелія для собору цього міста (зараз в бібліотеці університету). Іншими важливими скрипторіями оттонської доби були скрипторії у Зальцбурзі, Гільдесгаймі, Корве, Фульді та Кельні, де був створений Кодекс Хітди.

### Галерея зображень «Христос вгамовує шторм»
Ця сцена часто включалась у оттонські цикли «Житія Христового». На багатьох Ісус (з німбом з вписаним хрестом) зображений двічі, один раз сплячим, і другий раз — вгамовуючим шторм.

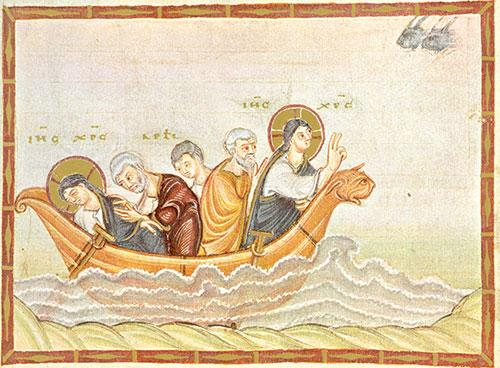
Кодекс Егберта, між 977 та 993
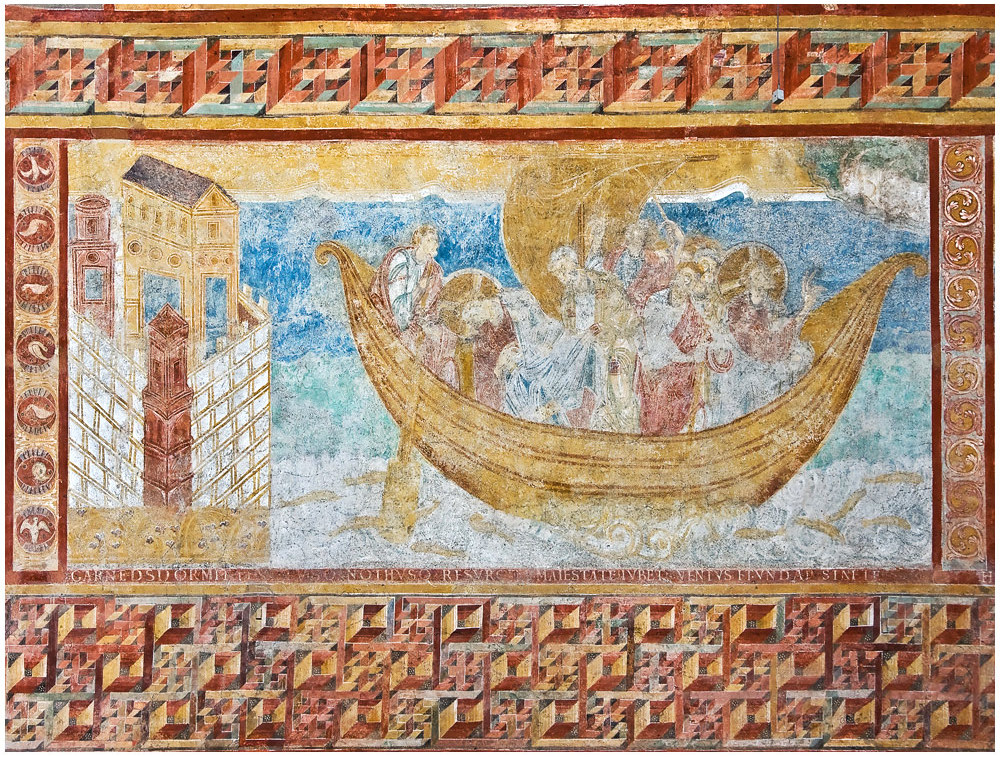
Фреска в Оберцеллі, бл. 1000
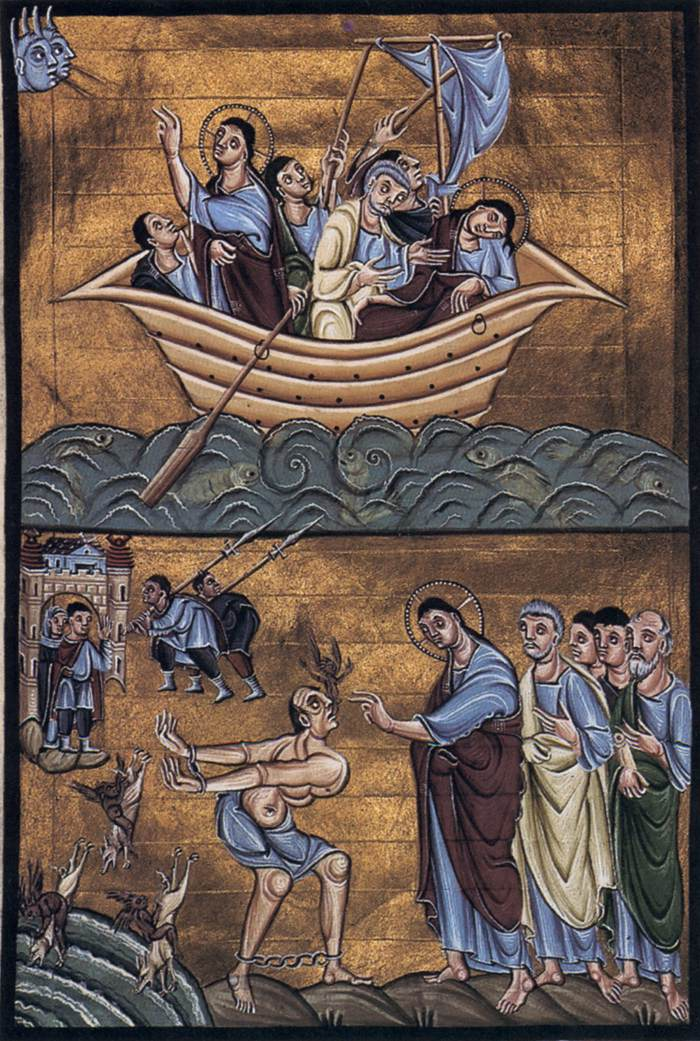
Мюнхенські Євангелія Оттона III; внизу, екзорцизм гадаренської свині
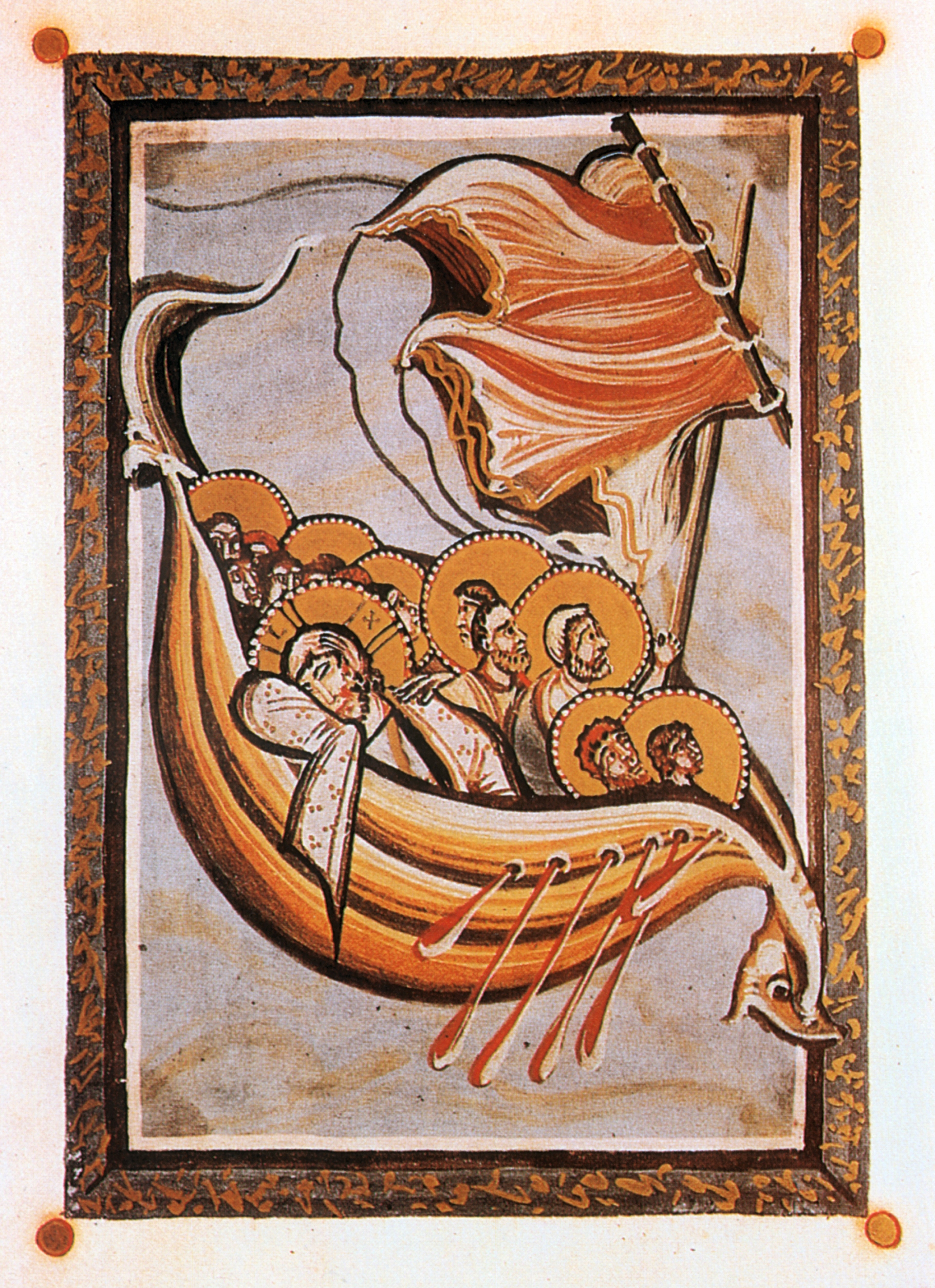
Кодекс Хітди, Кельн, після 1000

## Робота по металу та емалі

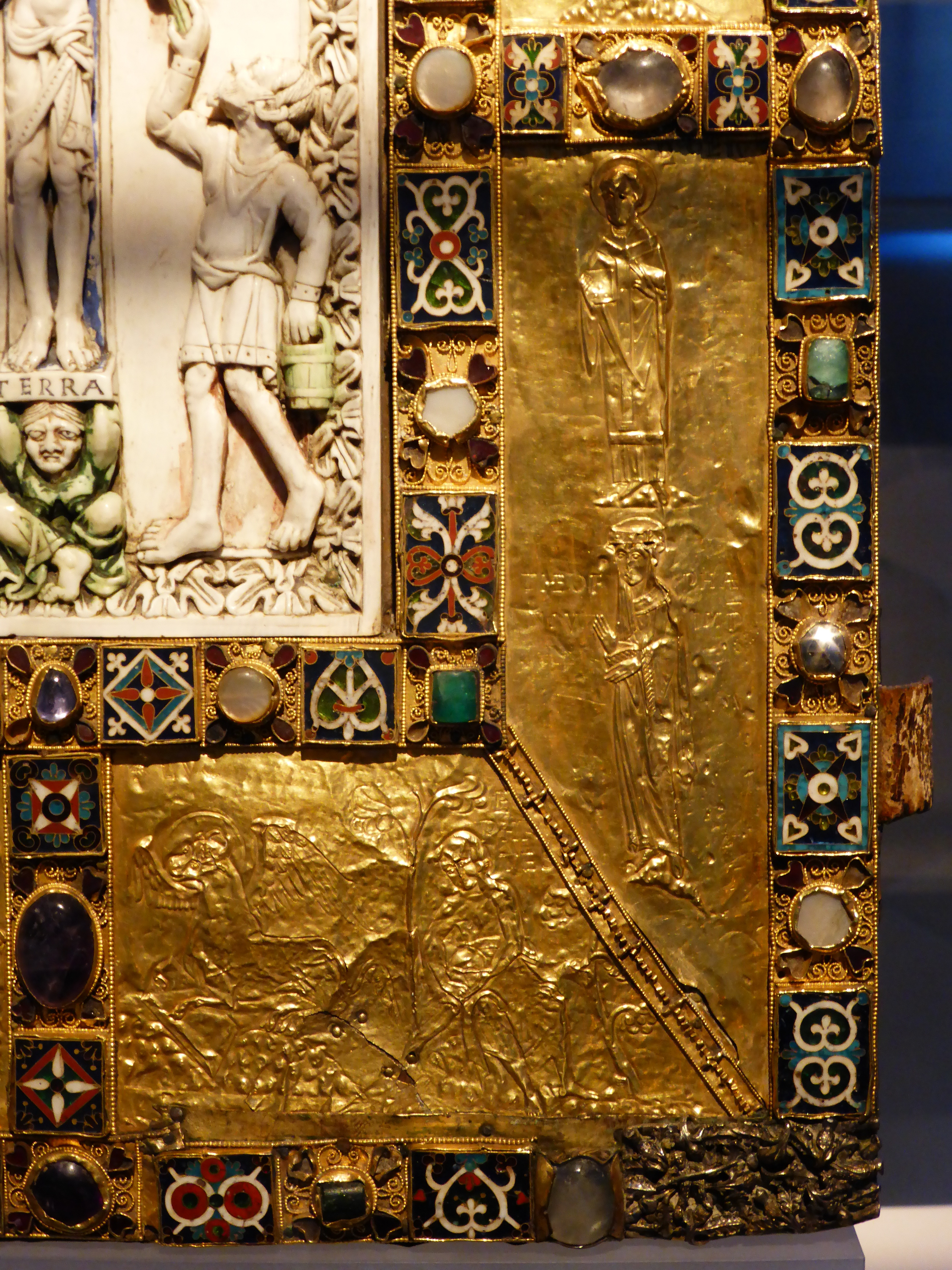
Кут обкладинки Золотого кодексу Ехтернаха (Codex Aureus of Echternach), Трір, 980-ті

Значна частина церковних предметів — хрести, релікварії, фасади вівтарів та обкладинки книжок або робились з золота, або покривались його шаром, прикрашались коштовним камінням, емаллю, кристалами та камеями. Це було традиційно, але в оттонському мистецтві отримало свої особливості — дуже насичене прикрашення поверхні, часто дорогоцінні каміння піднімались над основною поверхнею на маленьких золотих баштах, оточувались проєкціями «вуликів» з золотого дроту, а карбовані по золоту рельєфи заповнювали ділянки між пластинами емалі та прикрасами з дорогоцінного каміння. Реліквій набували все більшої важливості, деколи політичної, а тому створювались все багатші релікварії для їх зберігання. У таких витворах дорогоцінні камені не лише створювали враження багатства, а й давали уявлення про дорогоцінну природу Небесного Єрусалиму, крім того існувала віра, що певні види каменів мають могутні властивості у різних «наукових», медичних та магічних аспектах, як було зазначено у популярних лапідарних книгах. Декілька вцілілих зразків світських прикрас мають схожий стиль, у тому числі дитяча корона Оттона III, які він подарував скульптурі Ессенської Золотої Мадонни, коли виріс з неї
Збережені зразки crux gemmata або процесійних хрестів включають вражаючу групу у скарбниці Ессенського собору. Декілька абатис Ессенського абатства були принцесами Оттонської династії. Хрест Оттона та Матільди, Хрест Матільди та Ессенський хрест з великими емалями ймовірно всі були подаровані Матільдою, абатисою Ессенською († 1011), а четвертий — Хрест Феофано, потрапив в абатство десь через 50 років. Лотарський хрест (Аахен) та Імперський хрест (Відень) були частиною імперської процесії; у Відні також зберігається Імперська корона Священної Римської Імперії. Схожий стиль має обкладинка Золотого кодексу з Ехтернаха (Німецький національний музей, Нюрнберг). До інших важливих зразків роботи по металу належать релікварій Св. Андрія (Трір) та золоті фасади вівтарів з Палацової каплиці, Аахен, та Базельського кафедрального собору (зараз у Парижі). У Палацовій каплиці також зберігається амвон Генріха II. Важливими попередниками стилю, створеними на декілька десятиріч раніше, є пізньо-каролінзькі верхня обкладинка Євангелій Ліндау (Морганівська бібліотека і музей, Нью-Йорк) та Кіборій Арнульфа (Мюнхен); вони ймовірно були створені в тій самій майстерні.

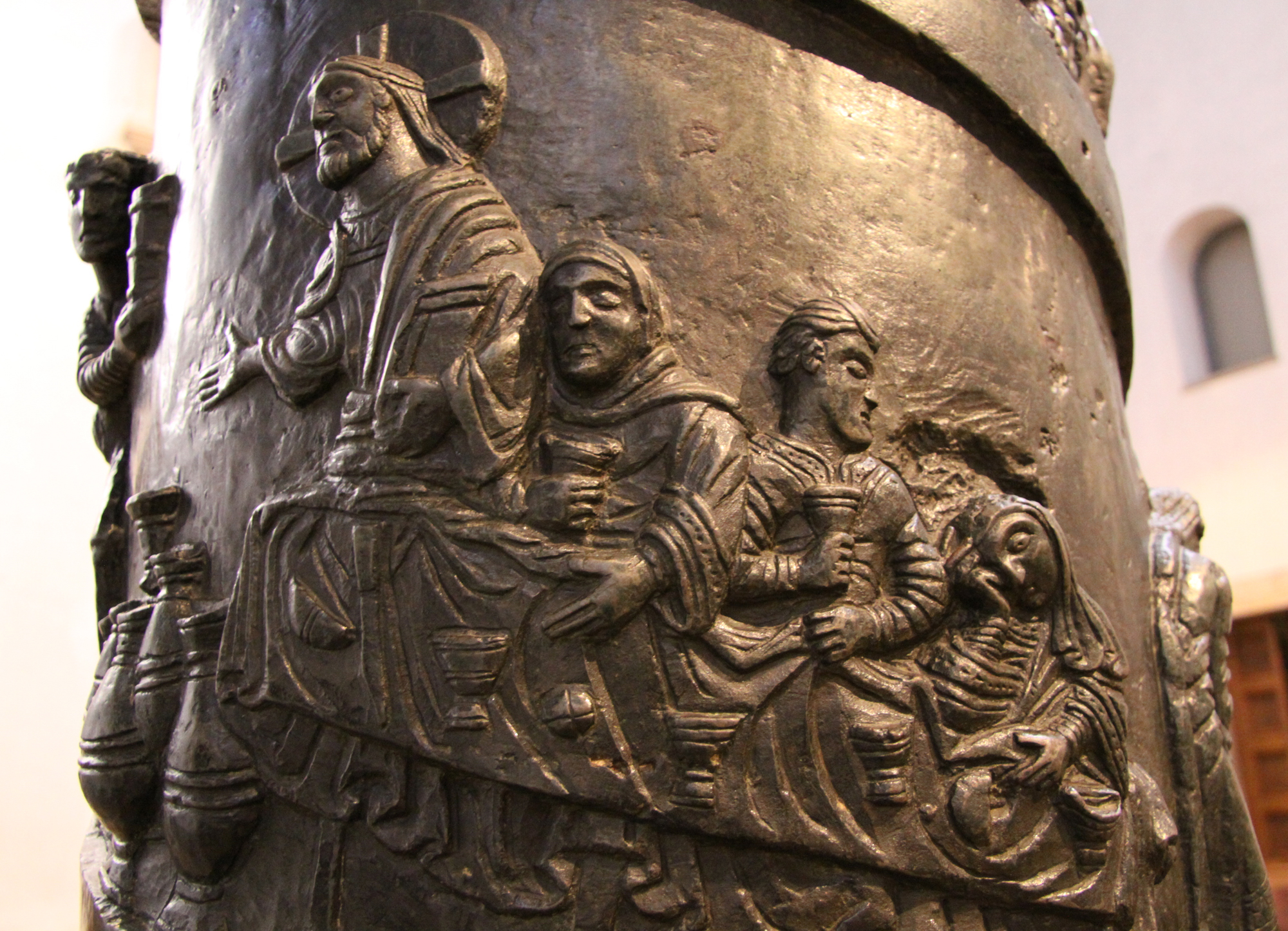
Весілля в Кані Галілейській на Бернвардській колоні, Гільдесгайм

Також створювались великі об'єкти з недорогоцінних металів. Найранніші вцілілі зразки — колісні люстри кінця оттонського періоду, великий канделябр в Ессені та видатна колекція амбітних великих бронзових виробів та менших срібних у Гільдесгаймському соборі з часів єпископа Бернварда († 1022), який сам був митцем, хоча його біограф був незвично правдивим та написав, що він не досяг «піку ідеалу». Найвідомішими з цих робіт є пара церковних дверей, Бернвардські двері, з біблійними сценами на бронзових рельєфах, кожен з яких виплавлений як цільний предмет, де прості композиції передають їх значення емпатичними жестами, схоже на мініатюри Райхенау того ж періоду, а також бронзова Бернвардська колона, виплавлена як цілий полий предмет, висотою майже чотири метри, яка колись була основою для хреста. Її незвична форма прикрашена 24 сценами з життя Христового у безперервній смузі, яка обертається довкола колони схоже на зображення на колоні Траяна та інших давньоримських зразках.
Бл. 980 року архієпископ Егберт Трірський ймовірно створив у Трірі основну в Німеччині оттонську майстерню, яка виробляла перегородчасту емаль (cloisonné enamel). Вважається, що вона виконувала замовлення і для інших мистецьких центрів, а після його смерті у 993 році ймовірно переїхала до Ессена. Протягом цього період майстерня наслідувала раніші візантійські техніки, використовуючи техніку senkschmelz («втопленої емалі») на додачу до вже відомої техніки vollschmelz («повне покриття емаллю»). Маленькі пластини з рослинними декоративними мотивами продовжували виконуватись у техніці vollschmelz, а фігури тепер були переважно у техніці senkschmelz, оточені рівною золотою поверхнею, в якій були викарбувані контури фігури. На Ессенському хресті (зображення вище) можна побачити обидві ці техніки.

### Галерея бронзових виробів

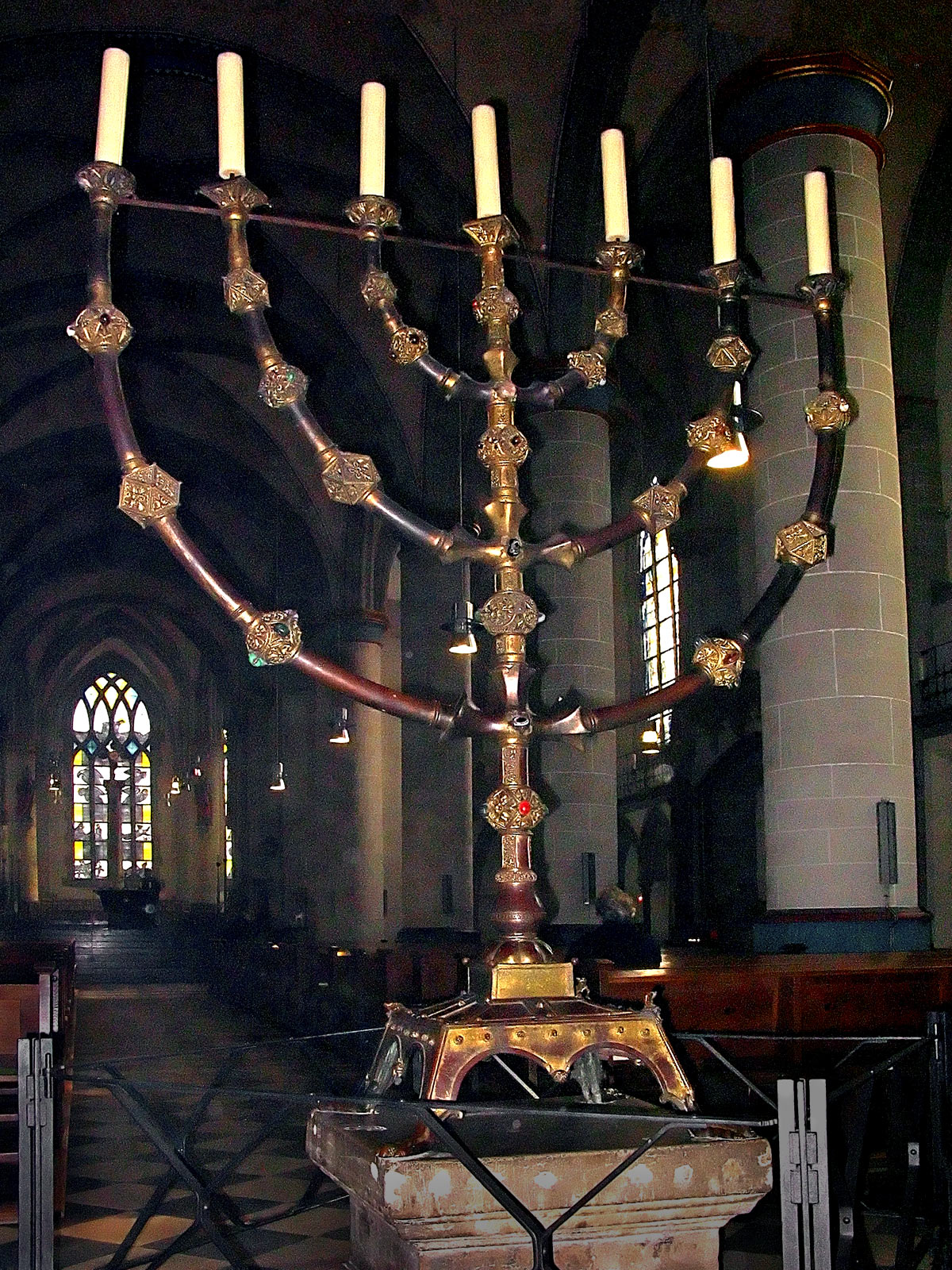
Канделябр абатиси Матільди, Ессенський собор, бл. 1000
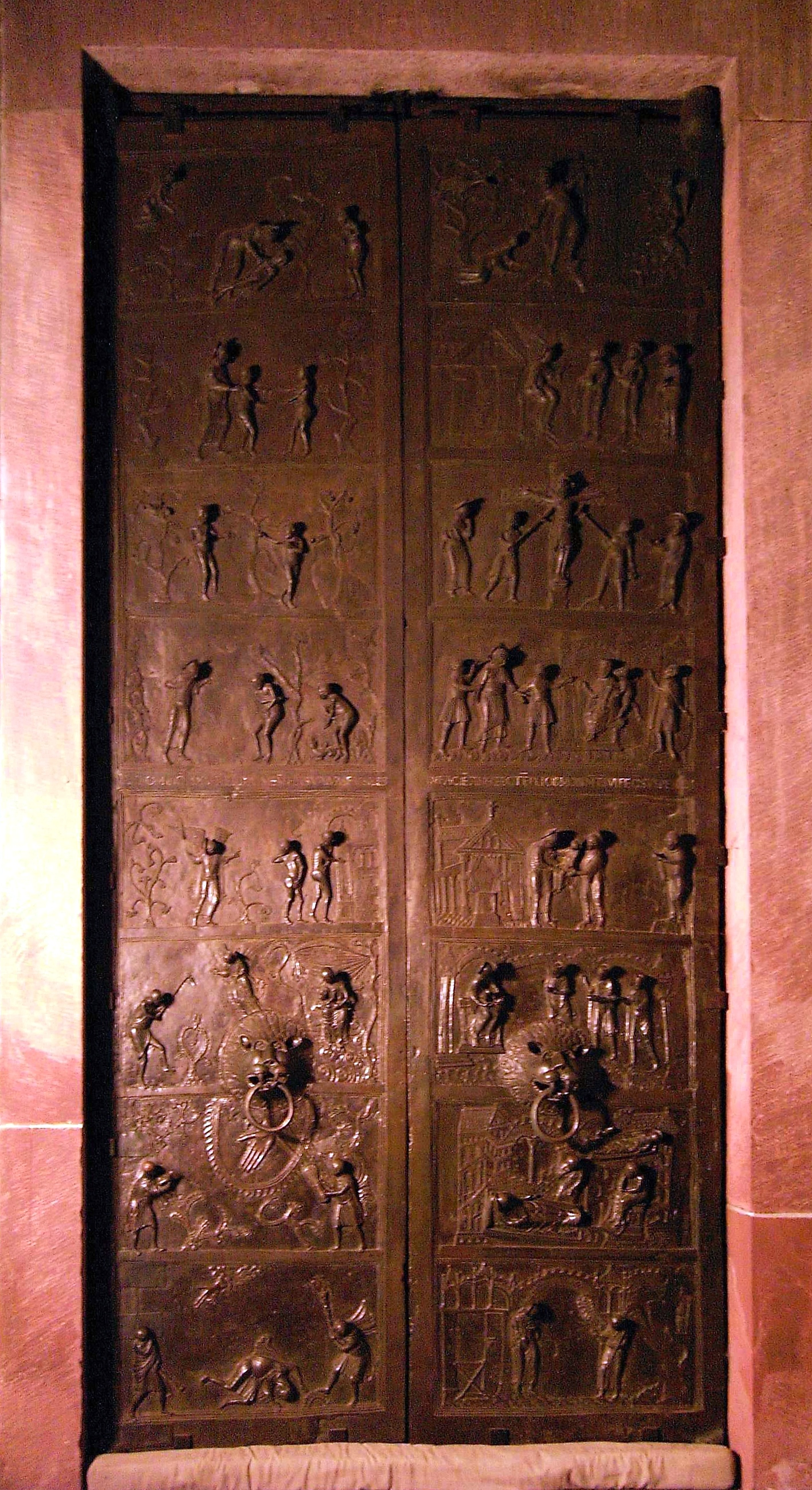
Бернвардські двері у Гільдесгаймському соборі, бл. 1015
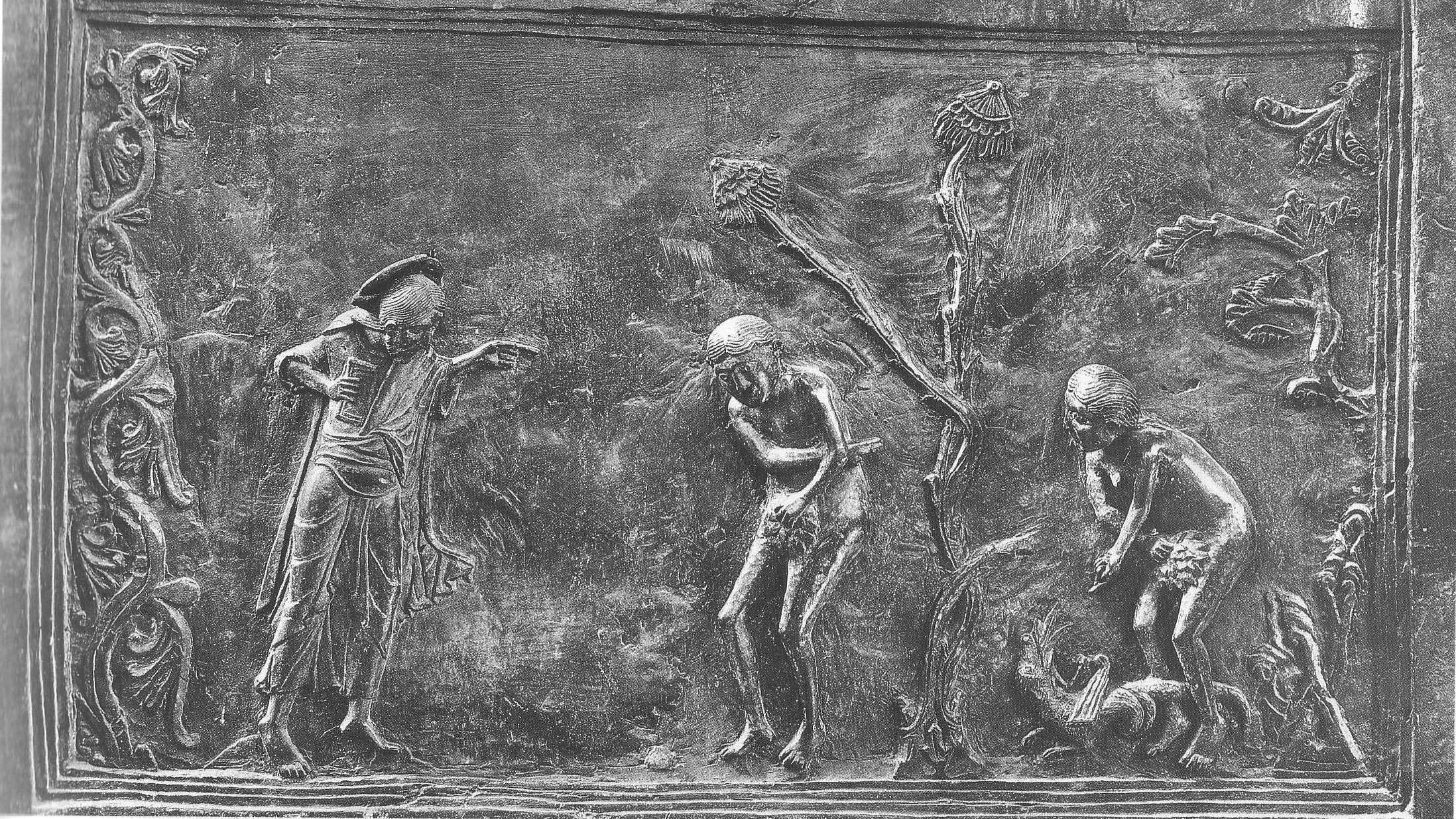
«Вигнання Адама та Єви», Бернвардські двері
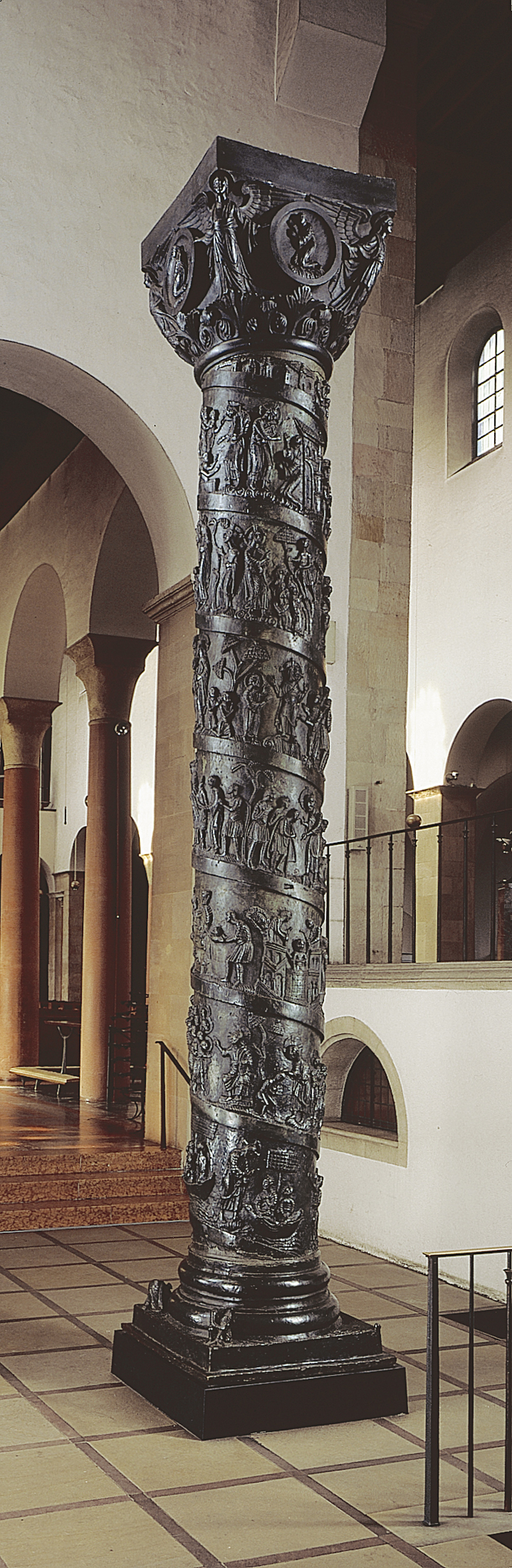
Бронзова Бернвардська колона у Гільдесгаймі

## Різьблення по слоновій кістці

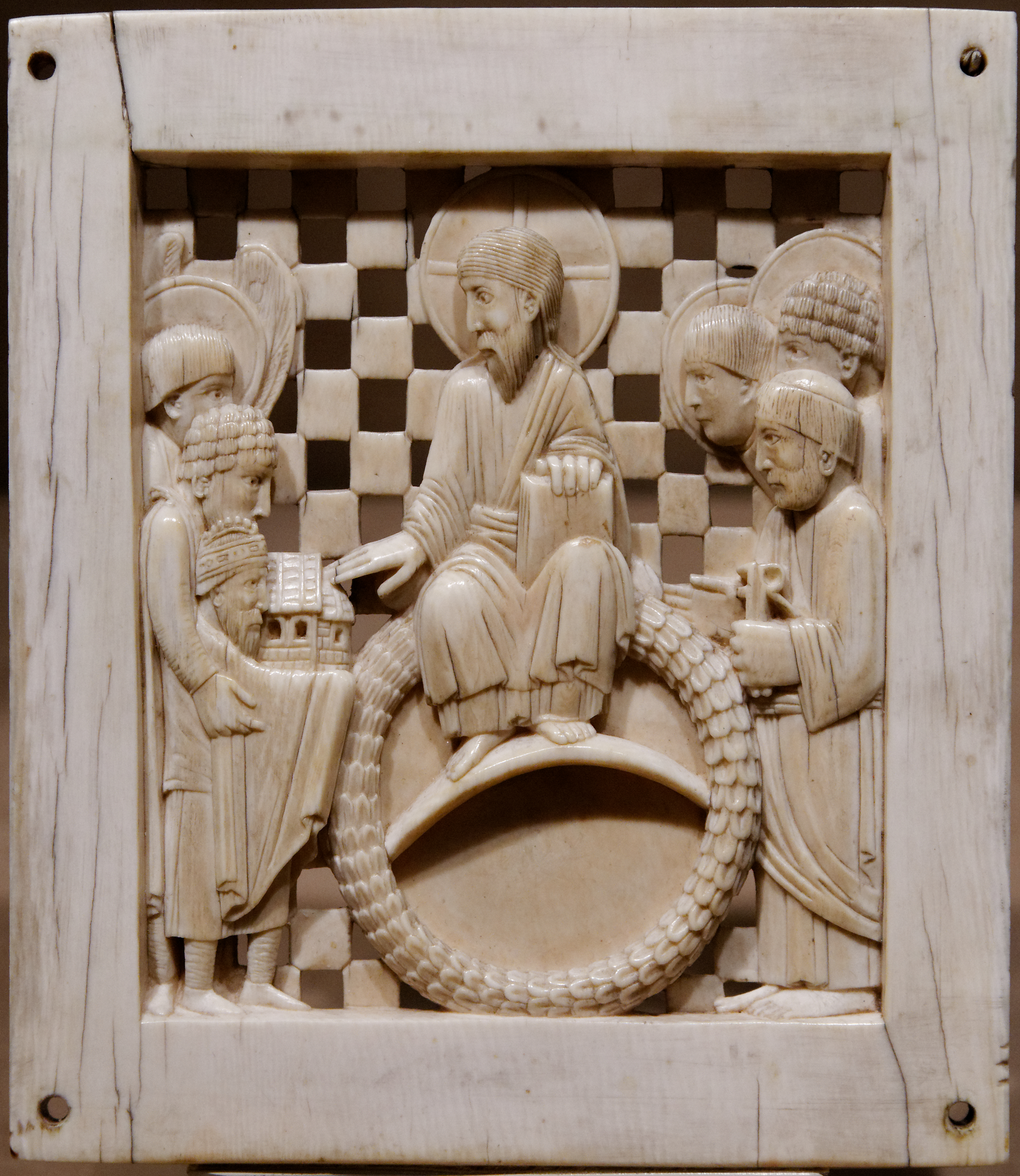
«Присвята», Магдебурзька пластина

Протягом оттонського періоду була створена велика кількість дуже витонченої невеликої скульптури зі слонової кістки; основним центром ймовірно був Мілан, з іншими центрами в Трірі та інших містах Німеччини та Франції. Збереглося багато витягнутих панелей з рельєфами, які колись прикрашали обкладинки книг (або й досі прикрашають); їх основним мотивом було «Розп'яття Христове». Вони та іншші предмети в цілому продовжувати каролінзьку іконографію, але в суттєва іншому стилі.
За своєю формою група з чотирьох оттонських сітул була зразком нового напрямку у різьбленні по слоновій кістці, який майже на з'являється після цього періоду. Сітули були літургійними сосудами, в яких зберігалась освячена вода, і до того їх робили переважно з дерева чи бронзи, з прямими стінками та з ручкою. Кропило занурювалось у сітулу, а потім ним обприскували парафіян чи інші об'єкти. Однак чотири оттонські зразки з 10 ст. зроблені з цілого шматка слонового бивня, і тому трохи розширюються догори; всі вони багато прикрашені різьблені сценами та фігурами на різних рівнях, та ймовірно були виготовлені для імператорського двору:
- сітула Василевського 920 року, що зберігається у Музеї Вікторії та Альберта, Велика Британія, прикрашена сценами Земного життя Христа на двох рівнях[41],
- «сітула Готфреда» бл. 980 року, що зберігається in Міланському соборі[42]. На ній є напис, що архієписком Готфредус презентував її в очікуванні візиту імператора[43],
- сітула у скарбниці Аахенського собору[44], найпізніше виготовлена (бл. 1000 року у Трірі) та прикрашена дорогоцінним камінням, на ній зображений імператор на троні, оточений Папою Римським та архієпископами;
- та сітула у Музеї мистецтва Метрополітен, США[45].

Серед різних майстерень різьблення по слоновій кістці, особливу витончені та виразні роботи створювала майстерня (можливо в Трірі), яка створила панель обкладинки Золотого кодексу з Ехтернаха та два крила диптиха (показані в галереї нижче), вона мала «видатне розуміння людської форми … [та] здатність до роботи з цим матеріалом».
Дуже важлива група пластин, зараз розкидана по декількох колекціях, була ймовірно замовлена (можливо Оттоном I) для Магдебурзького собору та має назви «Магдебурзькі пластини», «пластини з магдебурзького антепендіуму» та схожі. Вони ймовірно були створені у Мілані бл. 970 року для прикрашення великої пласкої поверхні; хоча були це двері, антепендіум чи передні сторона вівтаря, обкладинка дуже великої книги, амвон чи щось інше, є предметом жвавої дискусії. Кожна майже квадратна пластина має розмір 13x12 см, з рельєфом сцени з земного життя Христа всередині пласкої рами; одна пластина у Музеї мистецтва Метрополітен, США, має сцену «присвяти», де коронований монарх дарує Христу модель церкви, що переважно інтерпретується як Оттон І з Магдебурзьким собором. Всього збереглося 17 пластин, ймовірно менше половини оригінальної кількості. Пластини мали фонові ділянки, на яких слонова кістка повністю прорізана і припускається, що оригінально вони мали золоту підкладку.

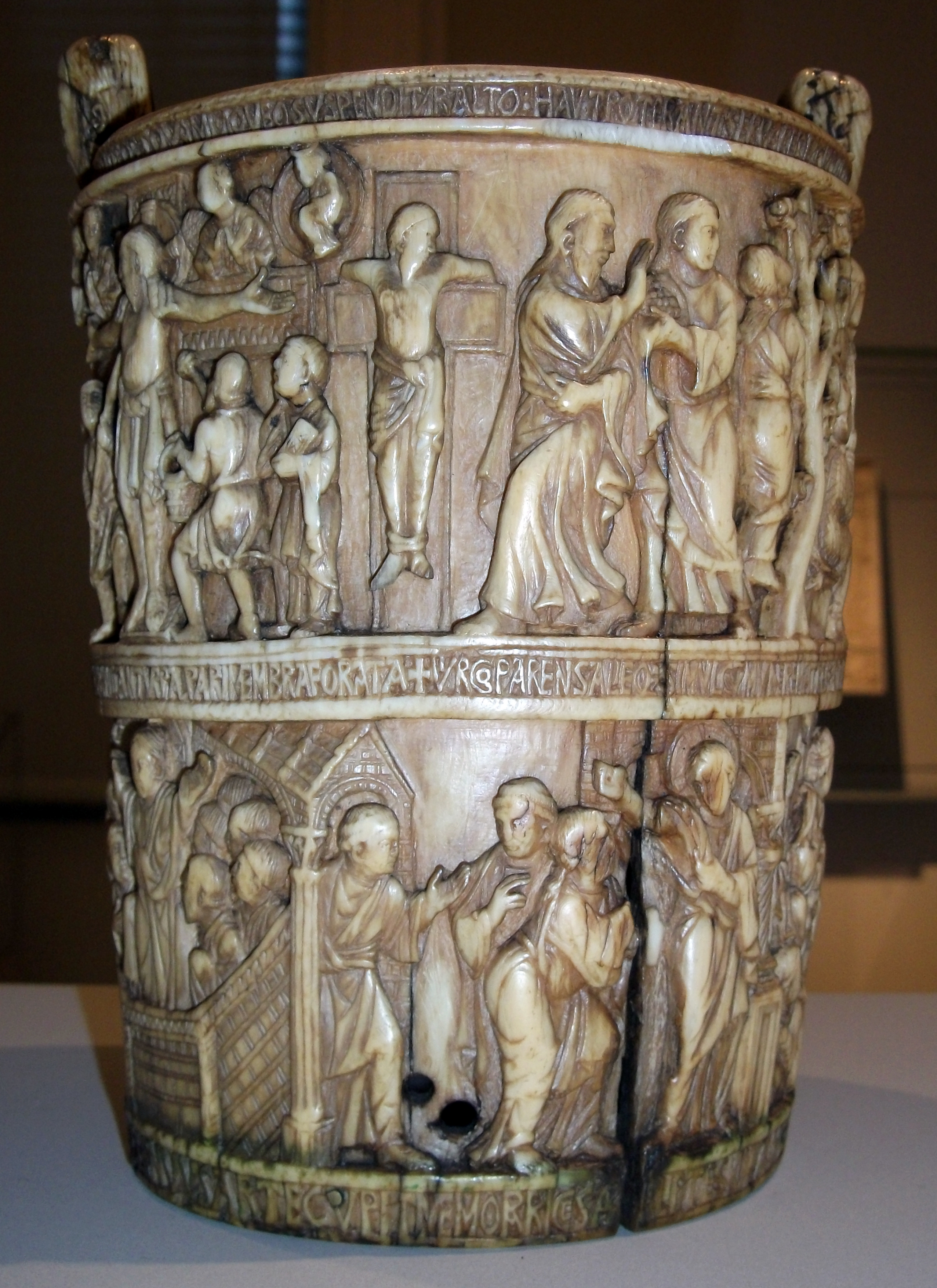
Сітула Василевського
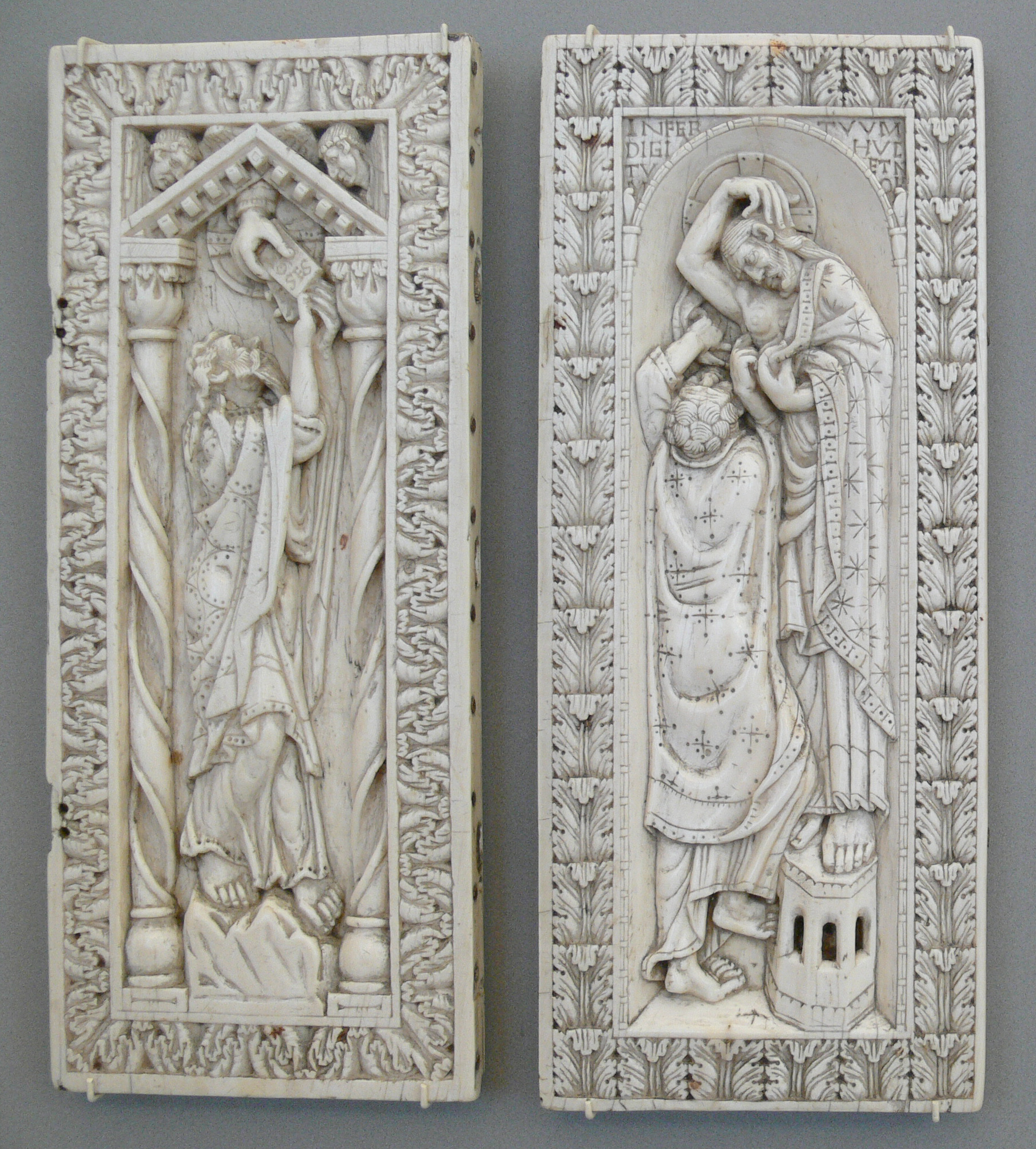
Панелі-диптих "Моїсей отримує Заповіді" та "Фома Невіруючий"
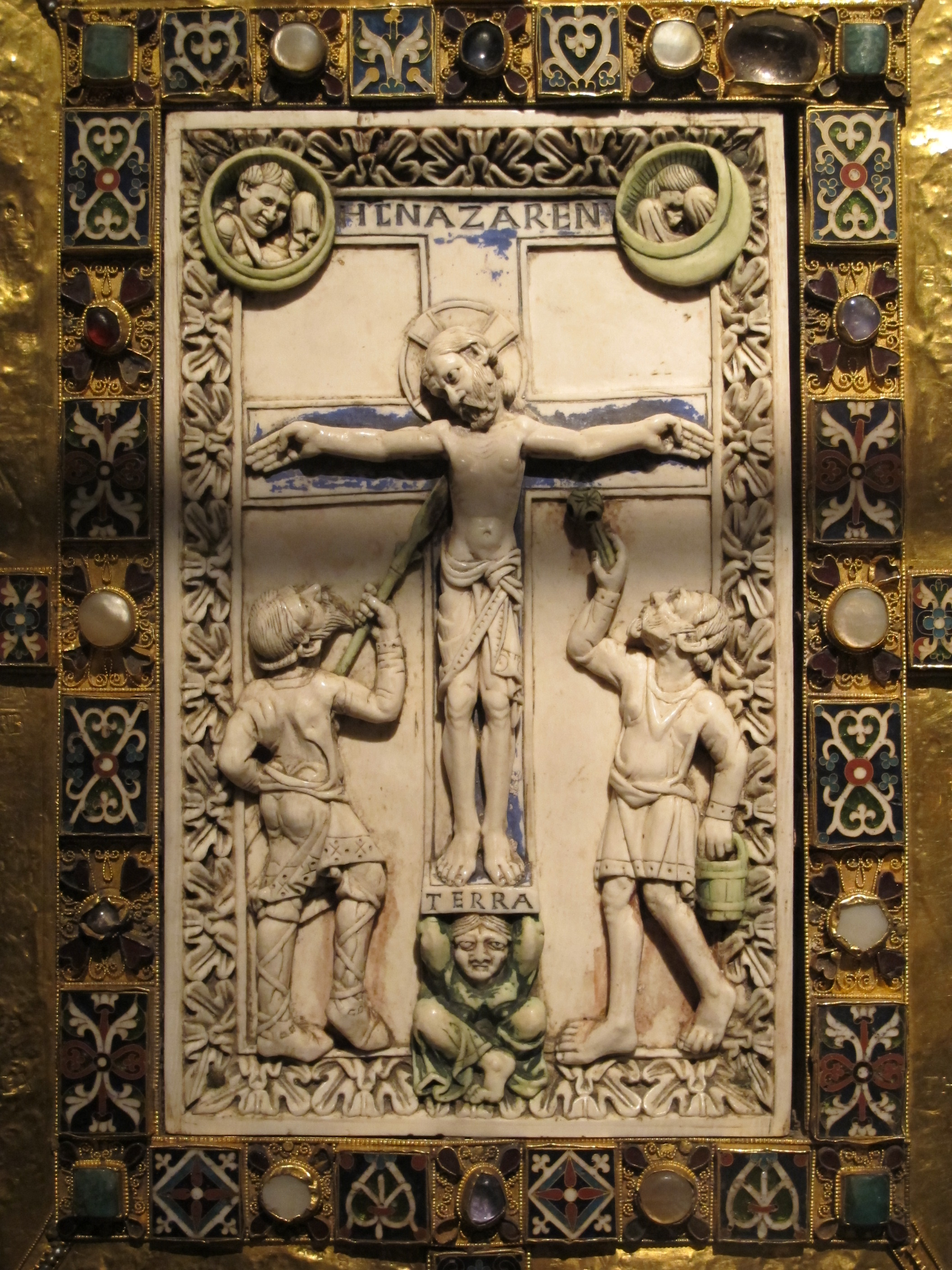
Панель з обкладинки "Золотого кодексу Ехтернаха", ймовірно тої ж майстерні, що і диптих.
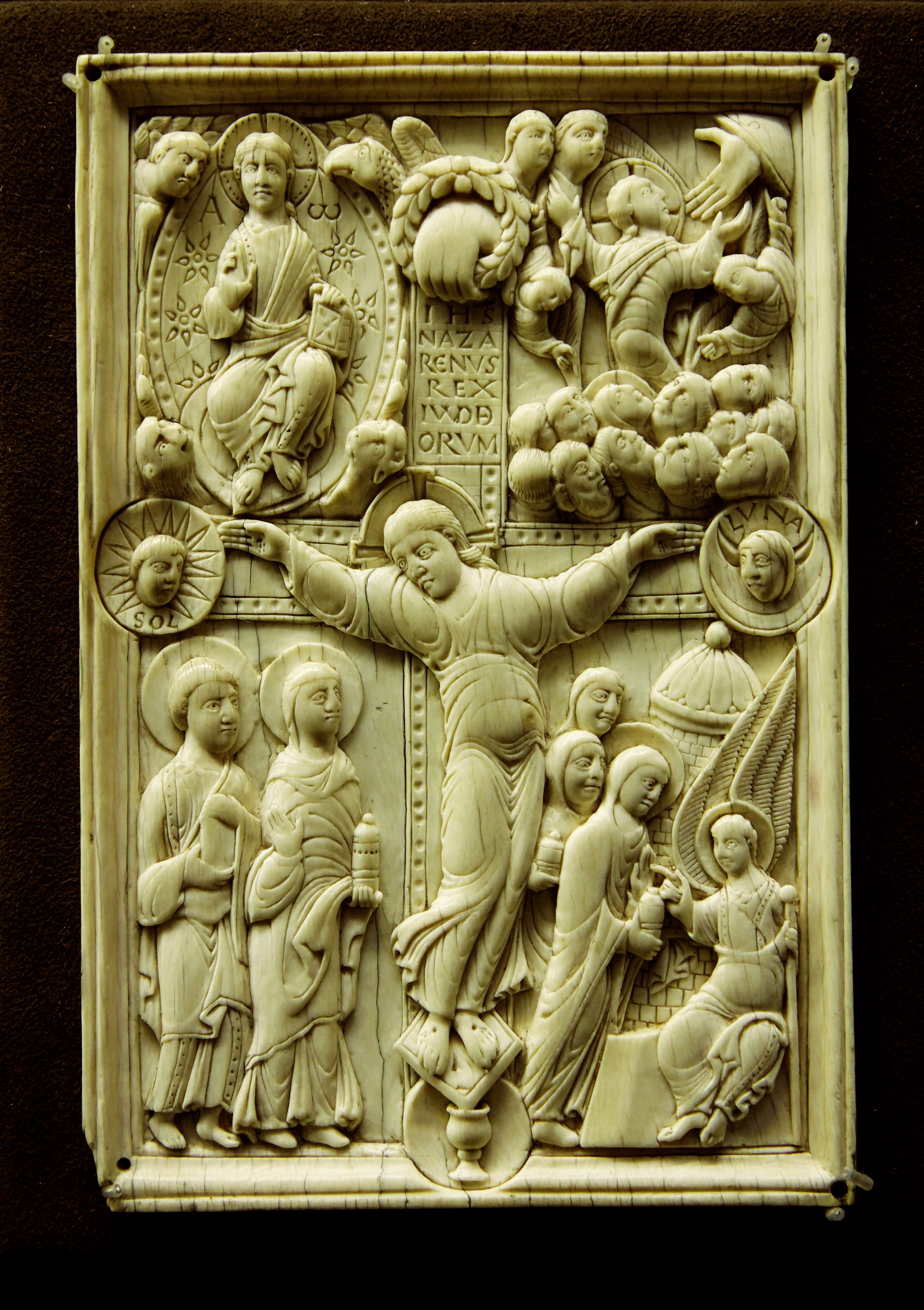
Розп'яття, ймовірно з обкладинки книги, бл. 1000 р.

## Фрески на стінах

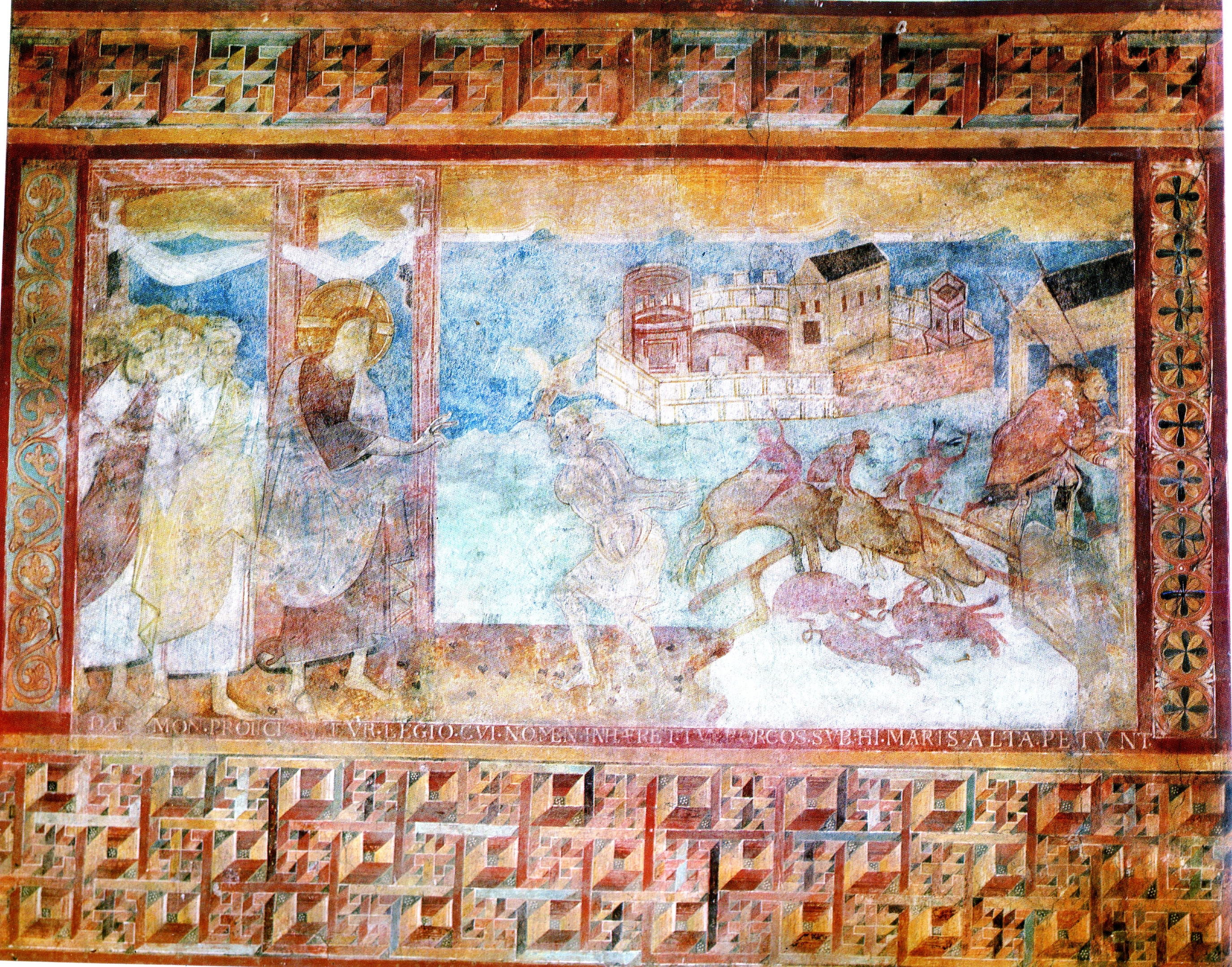
Ісус та гадаренська свиня, фреска у наві церкві Св. Георга, Оберцель

Хоча з документальних джерел відомо, що багато церков були прикрашені великими циклами настінних фресок, вціліло надзвичайно мало, а ті, що є переважно фрагментарні та у поганому стані. Як правило, на них не має свідчень для датування, напр. портретів спонсорів, також у минулому їх могли реставрувати, тому датування є непевним. Більшість вцілілих зразків зосереджені на півдні Німеччини та довкола Фульди у Гессені; хоча є декілька зразків і в північній Італії. Існує запис про те, як єпископ Гебхард з Констанци наймав світських майстрів для циклу фресок (знищені) у заснованому ним абатстві Петерсхаузен (983 р.), і саме миряни ймовірно домінували у мистецтві розпису стін, хоча деколи вони працювали за проєктами ілюмінаторів-монахів. Ці майстри-миряни здається були дуже мобільними: «десь у час створення фресок в Оберцелі у Німеччині працював майстер фресок з Італії, а у Англії — з Німеччини»
Церква Св. Георга в Оберцелі на острові Райхенау містить найкраще відому вцілілу схему фресок, хоча багато з оригінальної праці втрачено, а вцілілі фрески по боках нави постраждали віл часу та реставрації. Найбільші сцени показують дива Христа у стилі, який одночасно має специфічно візантійський вплив у деяких елементах та близькість до манускриптів Райхенау, напр. Мюнхенських Євангелій Оттона III; тому їх переважно датують 980–1000 роками. Ці фрески є одним з основних аргументів на користь того, що абатство Райхенау було в той час важливим центром розпису манускриптів.

## Велика скульптура

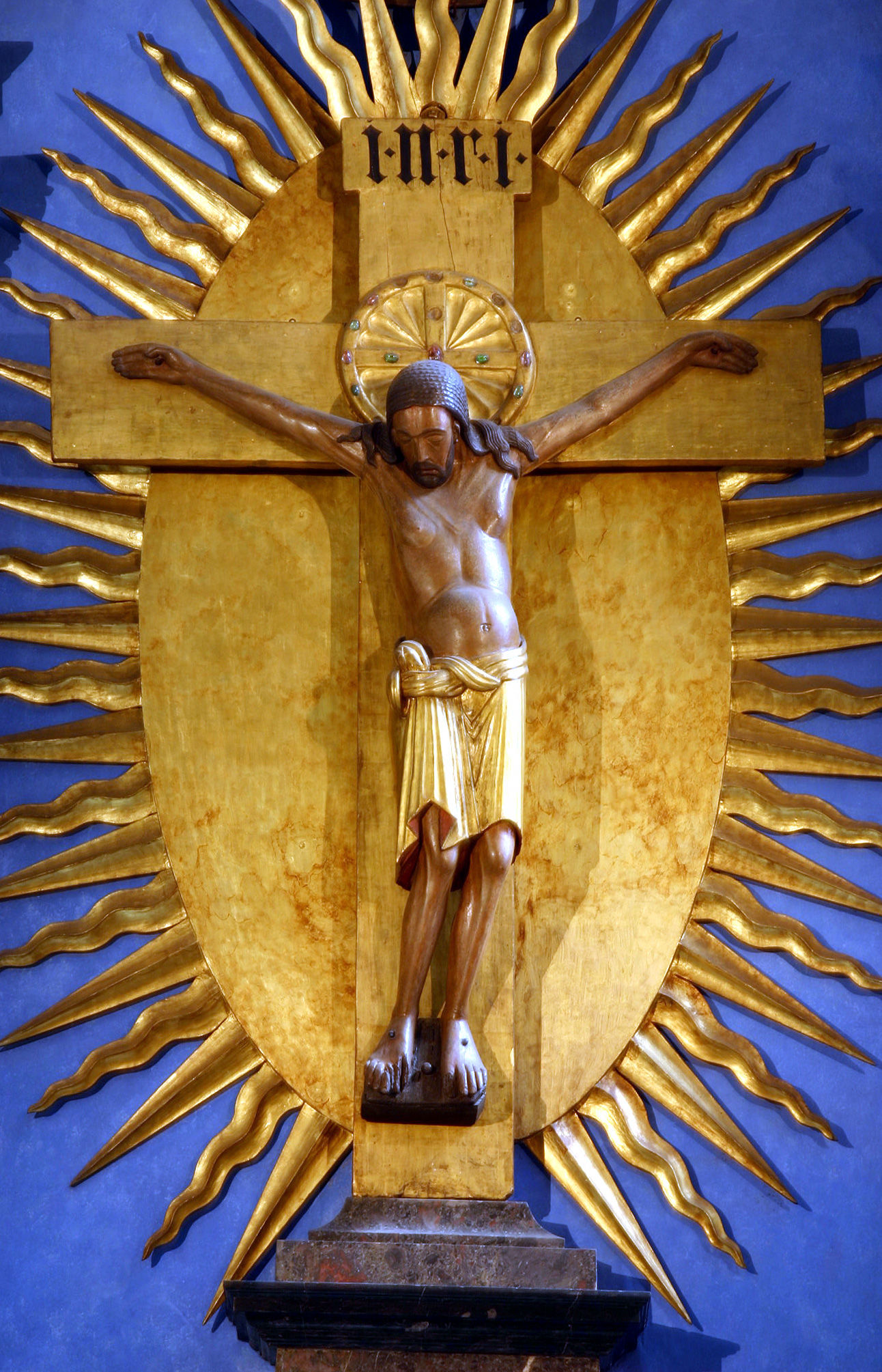
Хрест Геро, бл. 965—970, Кельнський собор

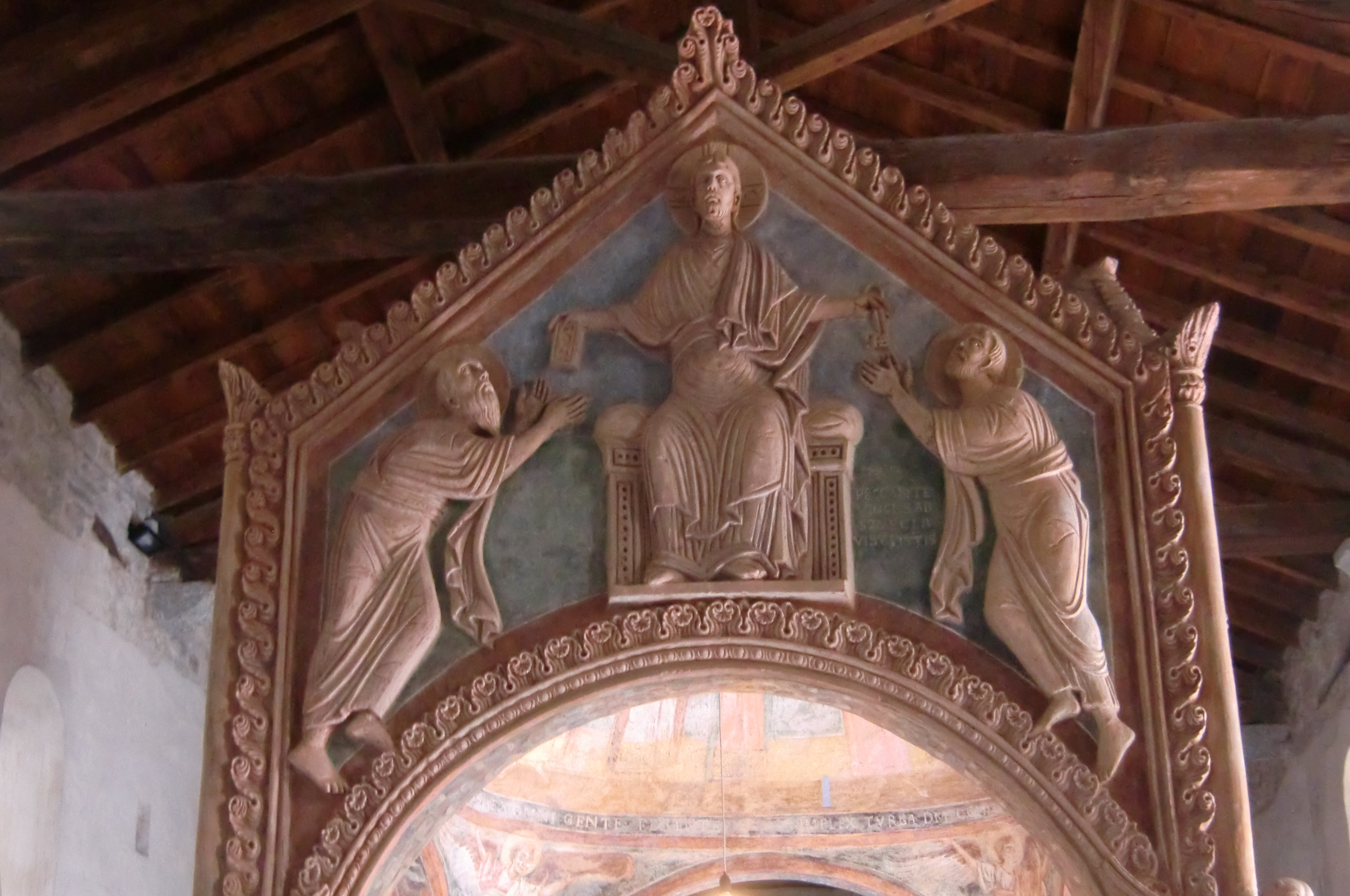
Стукко-рельєф на ківорії у Чивате.

Збереглося дуже мало зразків різьблення по дереву, але монументальна фарбована фігура Христа на хресті Геро (бл. 965–970, Кельнський собор) є одним з шедеврів оттонського періоду. Її традиційне датування церквою довго піддавалось сумніву, як занадто раннє, однак врешті решт було підтверджене дендрохронологією.
Ессенська Золота Мадонна (бл. 1000 р., Ессенський собор, який раніше був собором монастиря) є фактично єдиним зразком скульптури, яку раніше можна було побачити у багатьох великих церквах. Це невелика скульптура Діви Марії з Дитям, виконана з дерева та вкрита левкасом, а потім золотим листом.
На півночі монументальна скульптура у оттонський період лишалась рідкісною, а от в Італії прикладів було більше, наприклад стукко-рельєфи на ківорії у Сант-Амброджо, Мілан, чи у Сан-Пєтро-аль-Монте, Чивате, які мають схожість з різьбленням по слоновій кістці того ж періоду, а також декілька кам'яних скульптур.

## Збереження та історіографія
Збереглися переважно ті витвори оттонського мистецтва, які перебували у володінні церкви та цінувалися за їх зв'язок з імперськими або церковними фігурами того періоду. Дуже часто дорогоцінне каміння з робіт по металу вкрали або продали з перебігом сторіч, і зараз багато зразків їх не мають взагалі або мають сучасні скляні вставки. Як і з іншими періодами, більше збереглося панелей зі слонової кістки (чий матеріал важко використати повторно) для обкладинок книжок ніж металевих обкладинок; але на деяких товстіших панелях на зворотному боці було вирізано новий рельєф.
Багато предметів, про які відомо з письмових джерел, щезли без сліду, і зараз ймовірно ми бачимо лише незначну частину оригінального обсягу створення релікваріїв та ін. Частина виробів була змінена або перероблена у Середньовіччі або пізніше. Найкращий шанс на виживання мали манускрипти, які пережили великі пожежі у бібліотеках. Більшість важливих артефактів оттонського періоду залишаються у німецьких колекціях, часто все ще у бібліотеках чи скарбницях при церквах.
Сам термін «оттонське мистецтво» з'явився лише 1890 року, а у наступне десятиріччя здійснювались його перші серйозні дослідження; у наступні декілька десятиріч у предметі домінували німецькі історики мистецтв, які досліджували переважно манускрипти, крім досліджень різьблень по слоновій кістці та скульптури в цілому Адольфом Гольдшмідтом. Ряд виставок, проведених у Німеччині після Другої світової війни дозволили ознайомити з предметом ширшу публіки та продемонструвати інші мистецькі засоби періоду, крім ілюмінацій в манускриптах. Виставка 1950 року в Мюнхені «Ars Sacra» («священне мистецтво» латиною) використала цей термін для релігійних виробів по металу та пов'язаних з ними виробів зі слонової кістки та емалі. В цілому, оттонське ілюмінування манускриптів не достатньо представлено в іншомовних дослідженнях історії мистецтв

## Подальше читання
- Mayr-Harting, Henry, Ottonian Book Illumination. An Historical Study, 1991, 2 vols, Harvey Miller (see Suckale-Redlefsen above for review; also there is a 1999 single volume edition)